# Orcinus orca
La orca (Orcinus orca) es una especie de cetáceo odontoceto perteneciente a la familia Delphinidae (delfines oceánicos), que habita en todos los océanos del planeta. Es la especie más grande de delfínido y la única existente actual reconocida dentro del género Orcinus.
Este cetáceo posee una complexión robusta e hidrodinámica. La especie, como característica distintiva, posee una aleta dorsal muy larga que llega a medir hasta 1,8 m en los machos y presenta una coloración blanca y negra que se distribuye de manera particular, la cual es propia de cada individuo y permite distinguirlo de los demás. La orca tiene un dimorfismo sexual marcado; las hembras son más pequeñas que los machos y tienen la aleta dorsal más corta. Mientras que una hembra suele pesar menos de 4 toneladas y rondar los 6 m de largo, un macho adulto puede alcanzar un peso de 5,5 toneladas y medir hasta 8 m de longitud.
Los individuos de la especie forman estructuras sociales complejas y se organizan en grupos matrilineales (descendencia definida por la línea materna); para facilitar la socialización utilizan un método de comunicación sofisticado. Se han identificado varios tipos de orca en los hemisferios norte y sur, los cuales tienen diferencias genéticas, morfológicas, comportamentales y alimentarias tan notables, que incluso se han propuesto como especies diferentes. La orca posee una combinación de fuerza, velocidad e inteligencia que la convierte en un depredador muy versátil; de hecho, por encontrarse en la cima de la cadena alimentaria y no poseer enemigos naturales se convierte en un superdepredador de los océanos. Su dieta es muy variada y, dependiendo del tipo de orca, se alimenta de peces, calamares y mamíferos marinos. Como superdepredador en la cúspide de la cadena trófica, sin ningún enemigo o depredador natural, la orca es capaz, incluso, de alimentarse de especies tan grandes y tan bien preparadas para el ataque como ellas mismas. Así, no sólo compiten con otros animales en la caza de focas, delfines, grandes calamares o peces, sino que, además, se han constatado casos de orcas atacando a tiburones blancos en aguas del océano Pacífico en el área de California, frente a las costas de San Francisco, donde se han registrado y grabado especímenes de orcas devorando grandes tiburones blancos, sobre todo en la época del año en la que son más frecuentes los avistamientos de estos últimos cerca de la costa.
Se distribuye por todos los océanos del mundo, desde las aguas del Ártico y Antártico hasta los mares tropicales; sin embargo, prefiere las aguas templadas y frías, y las zonas cercanas a las costas. Es una especie migratoria, llegando algunos grupos a desplazarse miles de kilómetros, incluso entre ambos hemisferios. Para 2008, según lo publicado en la Lista Roja de la UICN, la población mundial superaba los 50 000 individuos. En el mismo año, se catalogó como especie con datos insuficientes (del inglés Data Deficient, DD); decisión justificada ante la posibilidad de que existan dos o más especies, lo cual obligaría a establecer el riesgo específico para cada una de ellas. Al carecer de depredadores naturales todas las amenazas son dependientes de la acción del ser humano. Entre estas cabe mencionar la contaminación secundaria a plaguicidas, el ruido producido por elementos y dispositivos acústicos, el deterioro de su hábitat, las capturas accidentales durante operaciones de pesca y la caza.
Desde la antigüedad, en la cultura occidental se lo consideró un animal feroz y peligroso. Esa imagen empezó a cambiar desde la década de 1960, al observarse que las orcas en cautiverio se comportaban dócilmente y no intentaban agredir a los humanos. Se han registrado muy pocos ataques a humanos por parte de individuos en libertad, sin ninguna muerte; sin embargo, los ejemplares en cautiverio, probablemente debido al estrés que les causa la situación, se han cobrado algunas víctimas.

## Taxonomía y evolución

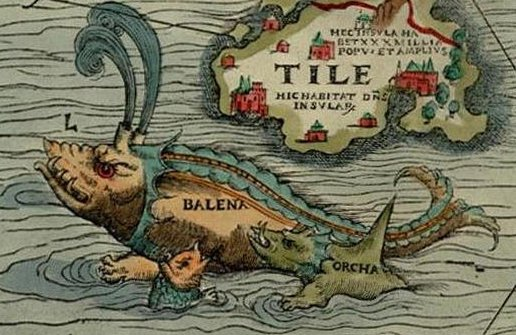
Representación del ataque de una orca a una ballena, ilustrado en Carta Marina por Olaus Magnus en 1539.

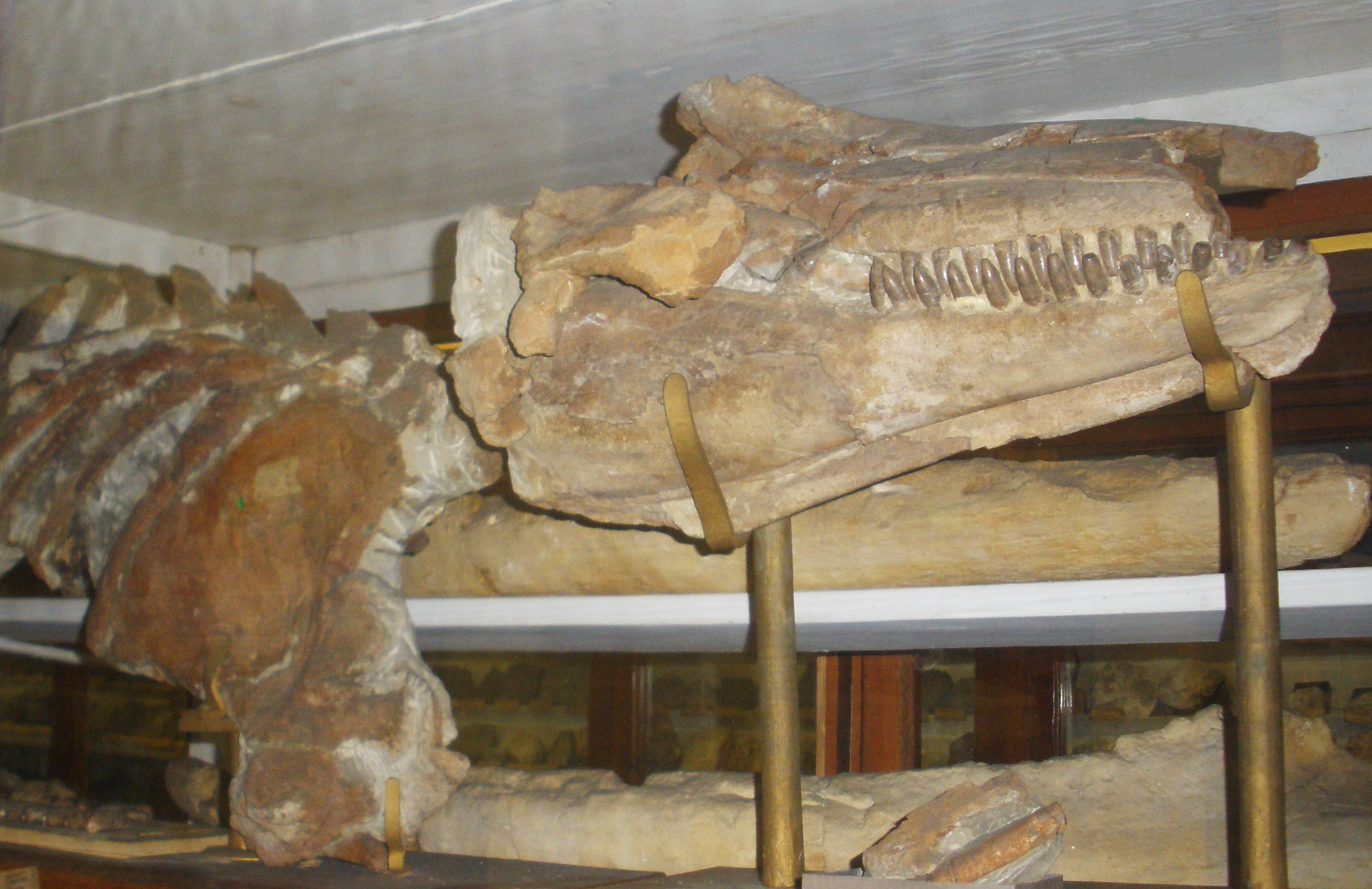
Fósil de Orcinus citoniensis en el Museo Capellini de Bolonia.

La orca (Orcinus orca) es una de las treinta y cuatro especies clasificadas dentro de la familia Delphinidae, la cual está integrada por diecisiete géneros. Es la única especie viviente clasificada dentro del género Orcinus.
El suizo Conrad von Gesner fue el primero que hizo una descripción científica de la orca en su libro Fischbuch ("Libro de los peces") publicado en 1558; para ello se basó en el examen de ejemplares varados en la bahía de Greifswald en el mar Báltico.
Fue una de las especies descritas por el sueco Carlos Linneo en su obra Systema naturae (1758), quien la denominó Delphinus orca. El nombre actual del género (Orcinus) fue asignado por el zoólogo austriaco Leopold Fitzinger en 1860. Este término proviene del latín y significa «perteneciente al orco». La palabra «orco» es un nombre que sirve para referirse a varios demonios del inframundo.
Entre 1981 y 1982, se describieron dos nuevas especies (Orcinus nanus y Orcinus glacialis) basándose en diferencias morfológicas y de comportamiento. Sin embargo, no están reconocidas actualmente debido a que el tamaño de la muestra utilizada fue muy pequeño y por faltar una comparación a nivel global para establecer con certeza si en realidad existió especiación.
La familia Delphinidae surgió hace aproximadamente once millones de años y el género Orcinus probablemente se separó de los demás poco después. A pesar de que posee similitud morfológica con los calderones (Globicephala) y la orca pigmea (Feresa attenuata) se encuentra más relacionada con el delfín del río Irawadi (Orcaella brevirostris).
Se han descrito varias especies extintas pertenecientes al género Orcinus; la más conocida es Orcinus citoniensis, que existió hace entre dos y cinco millones de años, durante el Plioceno e inicios del Pleistoceno. La descripción de esta especie se basó en un cráneo incompleto de reducido tamaño que tenía dientes más pequeños y numerosos que la orca moderna. Esta especie medía unos cuatro metros de longitud, tenía la apariencia de una orca pequeña y se trataba, posiblemente, de una especie transicional entre los delfínidos basales y la orca actual. Adicionalmente, se han descubierto numerosos dientes grandes de delfínidos provenientes principalmente del Plioceno que se han identificado como pertenecientes al género Orcinus.

### Denominación
En español el término orca aparece en la traducción del licenciado Geronimo de Huerta de "la historia natural" de Plinio el viejo en 1603. El término de «asesina-ballenas» fue acuñado por balleneros españoles en el siglo XVIII al observarlas atacar y matar cetáceos grandes. De ahí pasó al inglés, en el que el término fue erróneamente traducido como «killer whales», «ballenas asesinas» (en lugar de «whale killers»), término que fue posteriormente adoptado en español como ballena asesina.
La denominación «orca» fue usada ya por los antiguos romanos. Plinio la recoge en el tomo IX de su Historia natural aplicándola a un cetáceo que perseguía y atacaba a las ballenas. El nombre provenía de la semejanza de aspecto con las tinajas (denominadas de la misma forma) en las que se transportaba aceite o vino. Sin embargo, en español, la denominación no se conservó (aplicada a las auténticas orcas) y, en las primeras ediciones del Diccionario de la Real Academia Española, «orca» designaba a un monstruo marino, genéricamente enemigo de las ballenas.
La denominación «orca» fue formalizada en inglés en 1846 por J. Richardson y J. E. Gray en la obra The zoology of the voyage of HMS Erebus & Terror, en la que se describían los hallazgos de la expedición de James Clark Ross a la Antártida que tuvo lugar entre 1839 y 1843. En inglés, al menos desde el siglo XVI se había venido usando el término «orc» o su variante «ork», procedente del francés «orque», para denominar a una ballena grande o, vagamente, un monstruo marino.

## Tipos

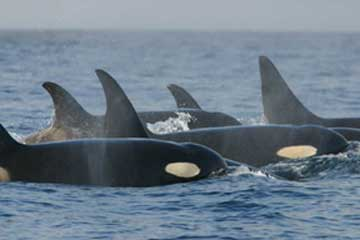
Grupo de orcas residentes del Pacífico Norte Oriental.

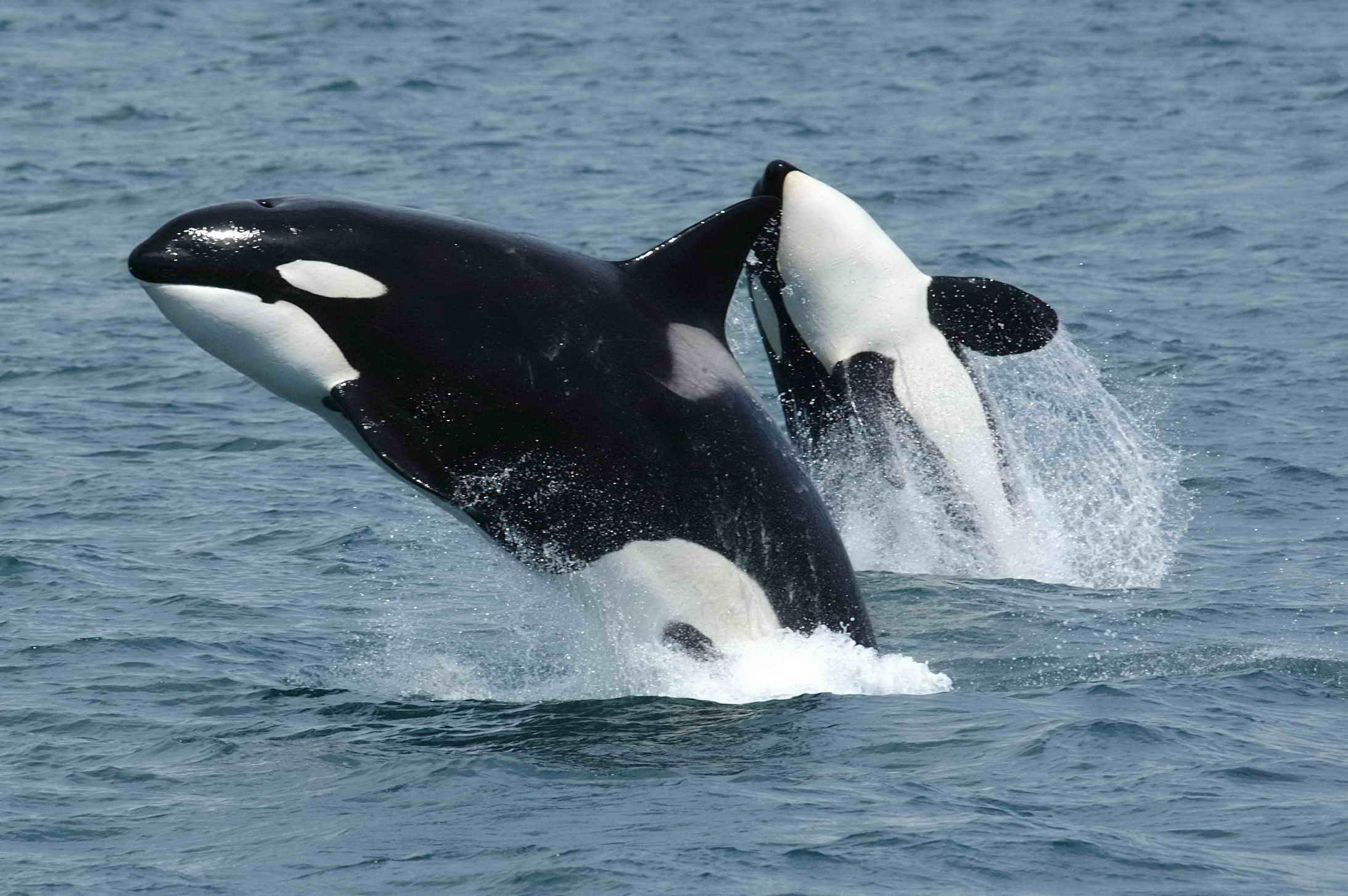
Orcas transeúntes al este de las islas Aleutianas.

Basándose en su morfología y comportamiento se han descrito varios tipos de orca, de las cuales, partiendo de su ADN mitocondrial, algunos han propuesto que son especies diferentes o en su defecto, que por lo menos se trata de razas distintas.
En las décadas de 1970 y 1980, las investigaciones realizadas en la costa oeste de Canadá y Estados Unidos identificaron tres tipos de orca: residentes, transeúntes y marítimas. A pesar de que estas poblaciones comparten algunas zonas de su área de distribución, muestran una diferencia genética considerable, lo cual evidencia que no se cruzan entre sí. Los tres tipos difieren sustancialmente en su ecología, comportamiento y morfología. Los tipos mencionados se describen a continuación:
- Residentes: son las orcas observadas con mayor frecuencia en las zonas costeras al este del Pacífico Norte en aguas de Canadá y Estados Unidos; habitan esta zona todo el año y emigran a menos distancia que las transeúntes.[25] De este tipo se conocen cuatro comunidades en el área: la del sur, la del norte, la del sur de Alaska y la del occidente de Alaska.[26] Se alimentan principalmente de peces, especialmente de salmón y en ocasiones de calamares. Viven en grupos familiares complejos (denominados en inglés pods) compuestos por entre seis y sesenta individuos.[27] Se diferencian de los otros tipos, las transeúntes y las marítimas, por la forma de la aleta dorsal que describe una curva y se redondea en la punta, y en los patrones de vocalización.[24] Las comunidades que forman parte de este tipo de orca son altamente endogámicas, es decir, que el apareamiento solo ocurre entre individuos dentro de su comunidad (ver § Estructura social).[28]

- Transeúntes: este tipo de orca se asocia en manadas más pequeñas que las residentes, movilizándose con mayor frecuencia en grupos menores a diez ejemplares.[24] Muestran una organización social menos rígida que las residentes y no se alimentan de peces; su dieta está basada principalmente en mamíferos marinos. Tiene un rango de distribución más amplio que las residentes y migran a mayores distancias que estas. Poseen vocalizaciones menos variadas, dialectos menos complejos y emiten sonidos solo el 5 % del tiempo.[29] También muestran diferencias morfológicas con respecto a las residentes y marítimas, ya que a diferencia de estas, tienen una aleta dorsal de forma triangular terminada en punta.[30]

- Marítimas: este grupo fue descrito en 1988, cuando fueron observadas en mar abierto.[30] Se localizan usualmente a más de 15 km de la costa, aunque en ocasiones se aproximan a esta.[30] Se agrupan en manadas de veinte a setenta y cinco animales.[30] Hasta hace poco se creía que su dieta estaba compuesta principalmente de peces y se pensaba que debido a la presencia de cicatrices y melladuras en las aletas dorsales similares a las observadas en las transeúntes, también se alimentaban de mamíferos marinos y posiblemente tiburones.[31] Sin embargo, de acuerdo a un estudio publicado en 2011, su dieta parece basarse principalmente en tiburones y lo hacen con frecuencia de especies del género Somniosus.[32] Este tipo de orca es ligeramente más pequeña que los otros dos tipos y las puntas de su aleta dorsal, al igual que en las residentes, son redondeadas.[30]

Las orcas residentes y transeúntes comparten algunas zonas, pero en general se evitan. De acuerdo a los análisis de ADN en muestras de piel, se llegó a la conclusión de que ambos grupos se separaron desde hace por lo menos 10 000 años.
En la Antártida, se han descrito cuatro tipos de orca:

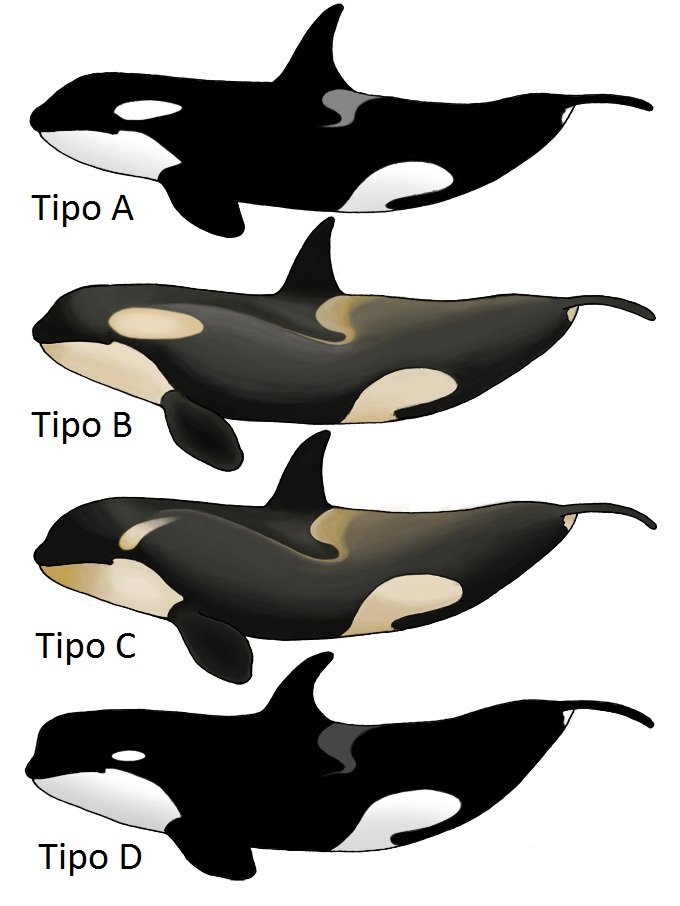
Tipos de orca identificados en el hemisferio sur.

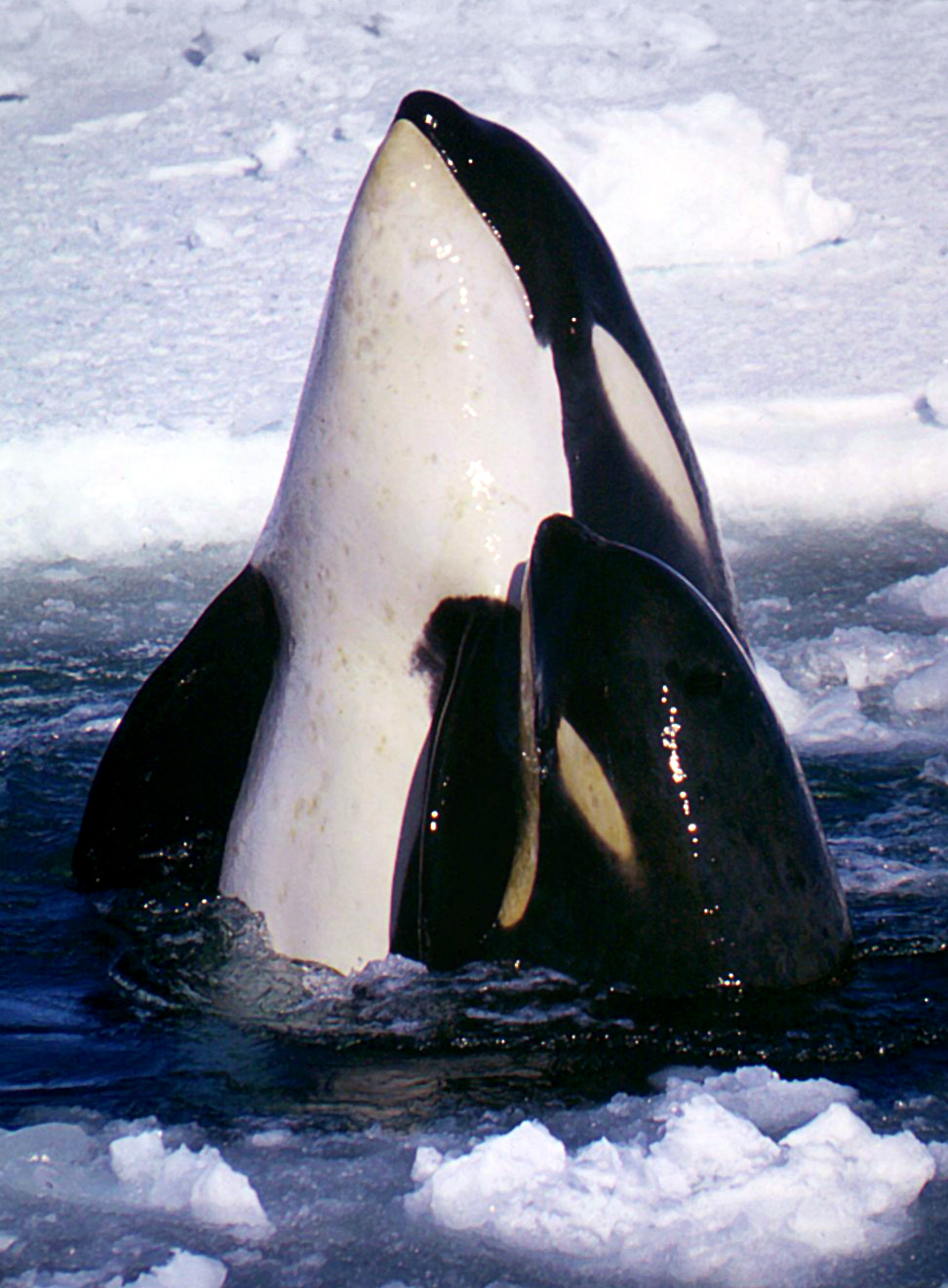
Orcas tipo C en el mar de Ross.

- Tipo A: tiene el tamaño de una orca promedio con un patrón de color blanco y negro y un parche ocular de tamaño medio. Vive en aguas abiertas y se alimenta casi exclusivamente de rorcuales australes (Balaenoptera bonaerensis).[34]

- Tipo B: es de menor tamaño que la de tipo A; el parche blanco de la región ocular es grande, las partes blancas tienen un tinte amarillento y las zonas oscuras en lugar de ser negras tienen un tono grisáceo. Posee una gran mancha gris claro que se distribuye desde la cabeza hasta la aleta dorsal. Su dieta está constituida principalmente por focas.[35][34]

- Tipo C: la orca de este tipo es la más pequeña y la que vive en grupos de mayor tamaño. El parche blanco en la región ocular se orienta en forma oblicua y hacia adelante, en lugar de ser paralelo al eje del cuerpo. Al igual que las de tipo B tiene una gran mancha gris en el dorso y las zonas blancas poseen un tinte amarillento. Se les ha observado alimentarse de bacalao antártico (Dissostichus mawsoni).[34]

- Tipo D: fue descrita basada en el análisis fotográfico de un varamiento masivo en 1955 en Nueva Zelanda y observaciones realizadas a partir de 2004. Es el tipo más diferente de orca en su apariencia y puede reconocerse de inmediato por su parche ocular muy pequeño. Su área de distribución parece ser circumpolar sobre las aguas antárticas entre los 40° y 60° de latitud sur. Las manadas parecen ser grandes con un promedio de 17,6 miembros y un intervalo de 9–35 animales. Su dieta no se conoce, pero se sospecha que se compone de peces, ya que se han observado en las cercanías de los buques palangreros y se ha documentado la depredación sobre el bacalao austral (Dissostichus eleginoides).[36]

Las tipo B y C viven cerca a las placas de hielo y la coloración amarillenta de sus partes blancas se debe a la presencia de algas diatomeas en las aguas antárticas.
Los estudios de ADN mitocondrial parecen avalar la hipótesis de que los tipos de orca descritos en la Antártida son especies diferentes que se separaron recientemente; sin embargo, los resultados no son concluyentes. Otros estudios de secuencias mitocondriales completas sugieren que los tipos antárticos B y C podrían reconocerse como especies diferentes, al igual que las transeúntes del Pacífico Norte. Bajo ese supuesto, los otros tipos de orca quedarían como subespecies a la espera de datos adicionales.
Las poblaciones de orca en otras partes del mundo no han sido estudiadas con el detalle suficiente como para distinguir otros tipos. No obstante, parece haber similitudes con los tipos descritos al comparar los hábitos alimentarios y las características de la relación social que poseen. Por ejemplo, la población que habita las aguas de Noruega y se alimenta de peces tiene una estructura familiar similar a la de las orcas residentes de América del Norte, y las orcas que se alimentan de mamíferos y aves en Argentina y las islas Crozet se parecen más a las transeúntes.

## Descripción

### Longevidad
De acuerdo a los estudios realizados en la población de orcas residentes del noreste del Pacífico, la mortalidad es extremadamente alta durante los primeros seis meses de vida, intervalo durante el cual mueren entre el 37 y 50 % de las crías. A medida que crecen los jóvenes la mortalidad disminuye rápidamente y entre los 10,5 y 14,5 años es de solo el 0,5 %. En las hembras que alcanzan la edad reproductiva la mortalidad es baja, oscilando entre el 0 y el 1,7 % entre los 15,5 y 44,5 años; en los machos es más alta alcanzando 7,1 % después de los 30 años. Los animales en cautividad tienen una esperanza de vida similar a los individuos silvestres y una mayor tasa de supervivencia de crías (96 %)
Al momento de nacer, la expectativa de vida de las orcas residentes es de aproximadamente 29 años para las hembras y 17 años para los machos. Sin embargo, para los animales que alcanzan los 6 meses se incrementa hasta 50 o 60 años para las hembras y 29 años para los machos. Una vez superan los 15 años de edad, la esperanza de vida asciende a 63 años para las hembras y 36 para los machos. La edad máxima alcanzada por ambos géneros oscila los 100 años en las hembras y entre 60 y 70 años en los machos.

### Apariencia y tamaño

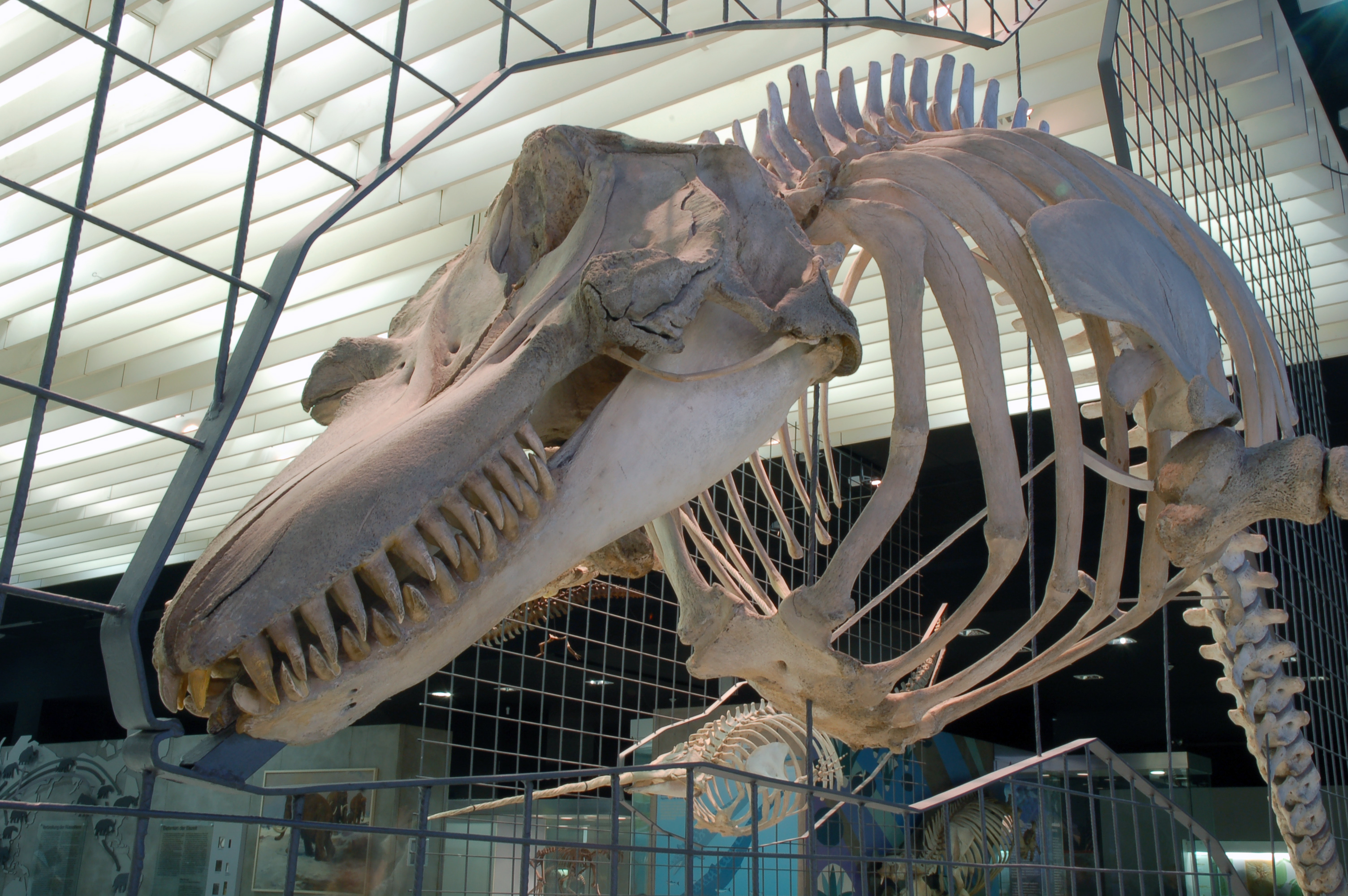
Esqueleto de una orca.

Las orcas se distinguen de los otros delfínidos por su gran tamaño, su cuerpo robusto, la forma y tamaño de sus aletas y el patrón de color de la piel. Por estas características los adultos son muy distintivos y difíciles de confundir con cualquier otro animal marino. Sin embargo, los ejemplares jóvenes, cuando son observados de lejos, pueden ser confundidos con otros cetáceos como la falsa orca (Pseudorca crassidens) o el calderón gris (Grampus griseus).
La especie posee una distribución del color distintiva. La región dorsal es de color negro; el pecho, el vientre y los flancos son blancos y posee un parche también blanco detrás de los ojos. Las crías nacen con un tinte amarillento o naranja en las áreas de color blanco, pero este desaparece posteriormente. Las orcas cuentan con una enorme aleta dorsal de forma triangular detrás de la cual, sobre el dorso, tiene una mancha gris obscuro en forma de silla de montar. Las orcas que habitan la Antártida tienen esta mancha de un color gris más pálido.
Esporádicamente se han observado animales albinos, pero son raros; especialmente al norte del mar de Bering, alrededor de la isla San Lorenzo y cerca de las costas de Rusia. En 2008, un ejemplar de color blanco fue fotografiado a 3 kilómetros de la isla Kanaga en las Aleutianas y en 2010 se filmó un macho adulto albino, al que se llamó Iceberg, al este de la península de Kamchatka.
La especie presenta un dimorfismo sexual marcado; los machos alcanzan una longitud y peso máximos de 9 m y 5 568 kg, mientras las hembras solo llegan a 7,7 m de largo y 3 810 kg de peso. El macho más grande en los registros medía 9,8 metros y tenía un peso de 10 t; la hembra más grande reportada tenía una longitud de 8,5 m y un peso de 7,5 t. Las crías al nacer pesan entre 136 y 181 kg.

### Anatomía

Principales regiones anatómicas de la orca.

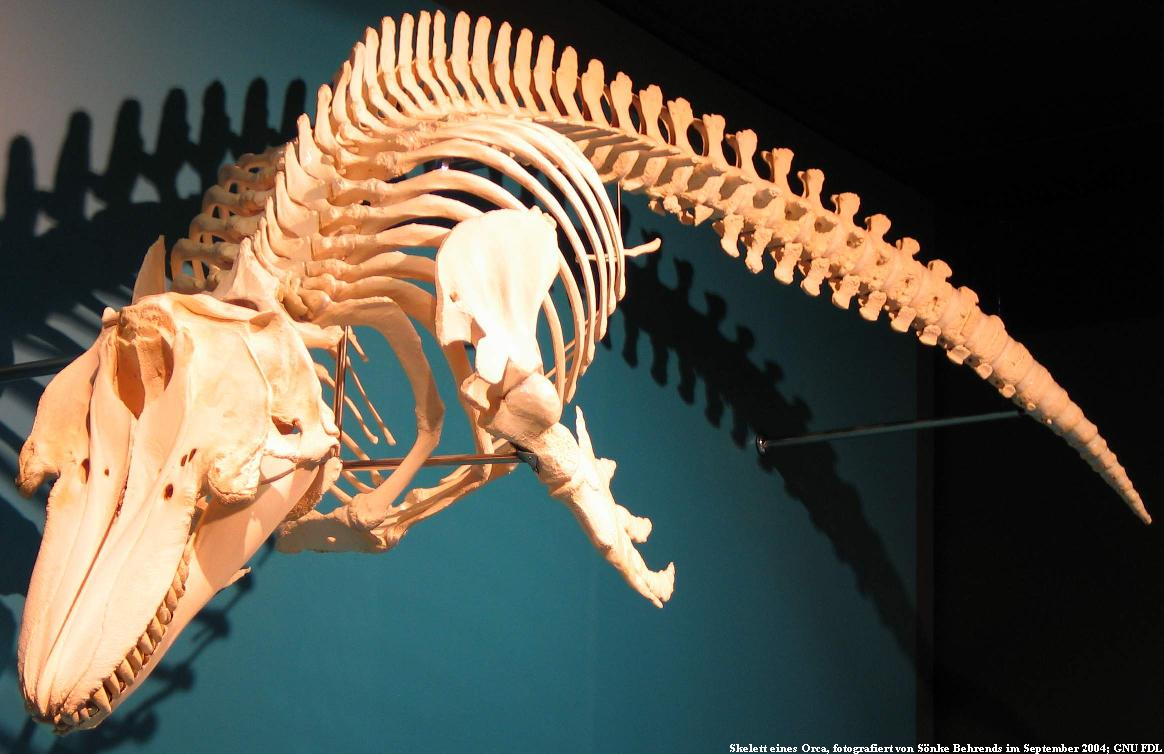
Esqueleto de una orca en el Zoologischen Museum en Hamburgo, Alemania.

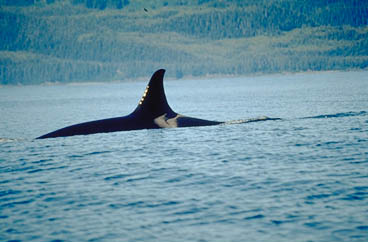
Aleta dorsal y mancha dorsal de una orca residente del noreste del océano Pacífico. Por la forma de la aleta, este ejemplar puede tratarse de una hembra adulta o un ejemplar joven de cualquier sexo.

La orca presenta el diseño anatómico común para todos los delfínidos. El cráneo presenta menos asimetría que en las otras especies grandes de la familia Delphinidae. Es fácilmente distinguible por su gran tamaño que llega a alcanzar hasta un metro de longitud; no posee un pico u hocico identificable. La fosa temporal es grande, lo que indica el tamaño y fuerza de los músculos que cierran la mandíbula. Posee de 10 a 14 piezas dentales en cada cuadrante de los maxilares y en total suman entre 40 y 46. Todos los dientes tienen la misma forma (homodontos); son relativamente grandes llegando a los trece centímetros de longitud con las puntas ligeramente romas y curvadas hacia adentro. Los alvéolos dentarios son profundos y los dientes presentan una forma oval al observarlos en un corte transversal a través de la base. Los individuos viejos pueden presentar una pérdida significativa de dientes. Se ha observado específicamente en las orcas marítimas del norte del Pacífico pérdida y exposición de la pulpa dental a causa de su dieta basada en tiburones cuya piel resulta abrasiva.
El esqueleto tiene la morfología básica de todos los delfínidos, pero es más grande y robusto en todos los aspectos. Tiene de 50 a 54 vértebras y de 11 a 13 pares de costillas, de las cuales seis hacen contacto directo con el esternón.
Se han publicado algunas estimaciones del tamaño del cerebro de la especie. Para un animal de 5,21 m de longitud se calculó una masa de 4 500 g; para otro individuo de 5,55 m se estimó en 5 617 ± 968 g. Se calculó también un cociente de encefalización de 2,9 para la orca, el cual es bajo entre los odontocetos debido a su gran tamaño y el porcentaje importante de grasa corporal con respecto al peso total. En los humanos este coeficiente oscila entre 6 y 8.
Las aletas pectorales son grandes y redondeadas, tienen forma de remo y son mayores en los machos, en los cuales la aleta dorsal (u oronto) también es mayor y llega a medir hasta 1,8 m. En los machos tiene una forma de triángulo alargado, mientras que en las hembras es más corta, curvada en la punta y alcanza únicamente 0,7 m de longitud máxima. Machos y hembras también difieren en los patrones de distribución del color en el área genital. Cada individuo de esta especie puede ser identificado a partir de su aleta dorsal y la mancha en su lomo, ya que las variaciones en las melladuras, los rasguños y los desgarros en la aleta dorsal y la forma del gran parche gris de su espalda son únicas para cada uno de ellos. La identificación por medio de fotografías ha hecho posible contar las poblaciones de orca en lugar de realizar solamente estimaciones y también ha permitido la comprensión de los ciclos de vida y estructuras sociales de los grupos.

### Fisiología
La orca tiene buena visión dentro y fuera del agua, audición excelente y un buen sentido del tacto; al igual que los otros cetáceos, carece de olfato. Tiene un sistema de ecolocalización excepcionalmente sofisticado; es capaz de detectar la ubicación y características de las presas y otros objetos de su ambiente por medio de la emisión de sonidos y posterior recepción e interpretación de los ecos. El volumen corriente pulmonar fue de 46,2 litros y el flujo corriente de 129 litros por segundo, en un animal de 4,3 m de longitud.La frecuencia cardíaca es de 60 pulsaciones por minuto en la superficie y 30 durante las inmersiones. La capacidad de transporte de oxígeno es moderada en comparación con los cetáceos que se sumergen a mayor profundidad, como los integrantes del género Kogia.

## Comportamiento

### Estructura social

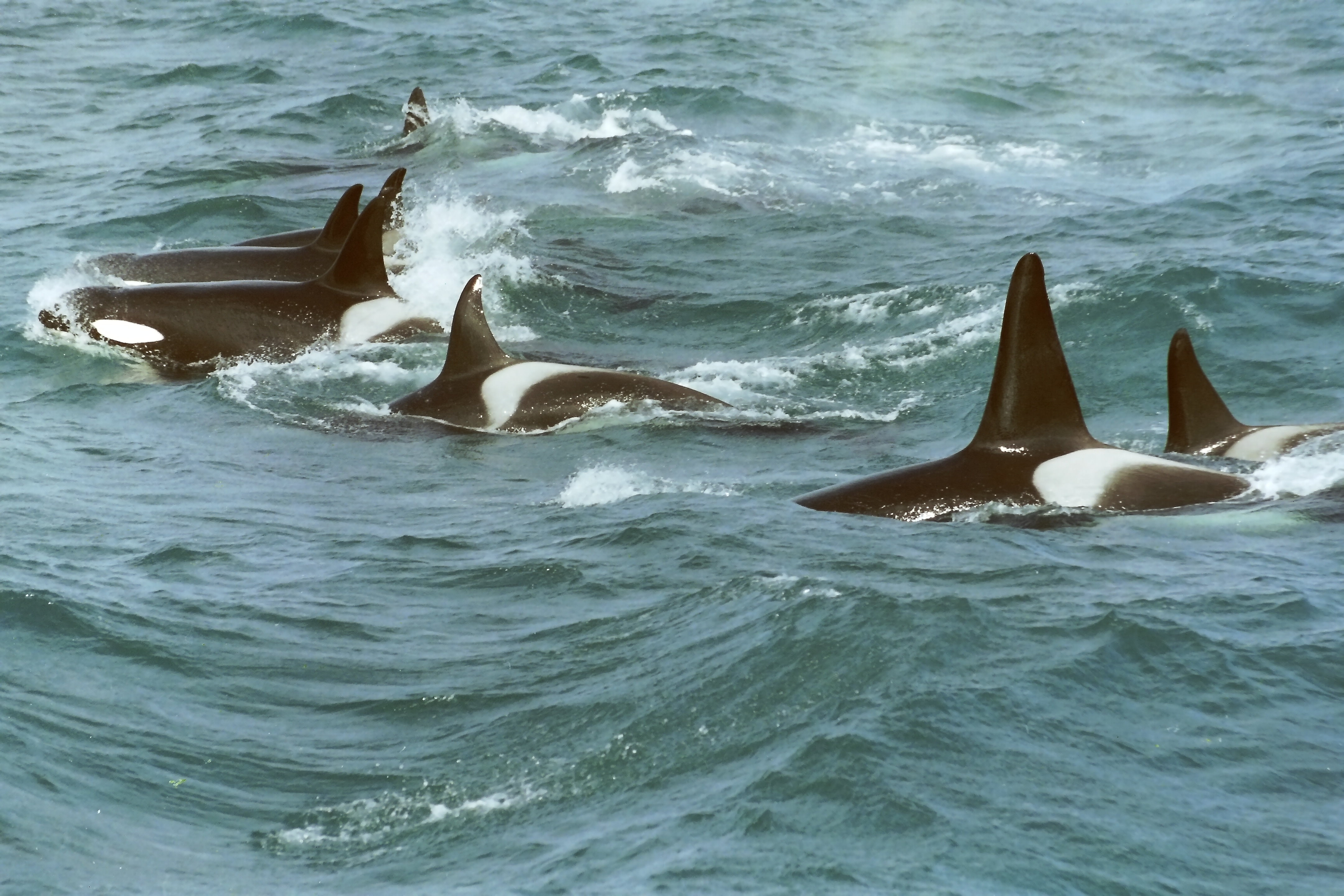
Grupo de orcas cerca de Andenes, Noruega.

La orca usualmente vive en grupos menores a cuarenta individuos. En aguas marítimas del Japón, se integra en manadas con una cantidad promedio de 6 animales, con un rango de entre 1 y 30. En Alaska, el tamaño de los grupos oscila entre 1 y 100 individuos; solo el 1 % de las manadas está integrada por más de veinte animales. En aguas templadas y tropicales al oriente del Pacífico, los grupos están conformados por máximo 75 orcas con un promedio de 5,3 ejemplares. Se estima que el 91 % de las manadas tienen menos de diez individuos. En la Antártida, aproximadamente la mitad de los grupos tienen de 5 a 10 animales. Sin embargo, en aguas de Alaska y Noruega se han observado grupos de más de cien ejemplares que están integrados por varias manadas, estos se reúnen, posiblemente, a causa de un superávit estacional de alimento o como parte de interacciones sociales. Al noreste del Pacífico, la composición de los grupos parece mantenerse constante a través del tiempo, con un 19 % de machos adultos, un 40 % de hembras adultas y un 41 % de individuos inmaduros de ambos sexos. En Alaska, la distribución es del 19 % de machos adultos, 55 % de hembras adultas y 27 % de individuos inmaduros de ambos géneros.
El tamaño de los grupos probablemente dependa de la distribución espacial, la cantidad, el comportamiento y el tipo de presas. Por ejemplo, las poblaciones de orcas residentes y transeúntes que habitan en aguas del estado de Washington y la provincia de Columbia Británica (Estados Unidos y Canadá, respectivamente) difieren sustancialmente en el tamaño de los grupos. Esto se debe a que las transeúntes se alimentan en grupos pequeños, acordes a la distribución de los mamíferos marinos que cazan; posiblemente, son capaces de optimizar la ingesta de comida per cápita, al reducir la competencia por el alimento. Las residentes, en cambio, reunidas en grupos más grandes, pueden detectar y acorralar mejor los cardúmenes de peces mejorando con ello el consumo alimenticio de cada individuo.
De acuerdo a los estudios sobre la organización social en las comunidades del noreste del Pacífico, esta se basa en el parentesco materno y puede ser una característica de las poblaciones de orca alrededor del mundo. Las investigaciones en el área han mostrado diferencias particulares entre los distintos tipos de orca:
- Residentes: en las orcas residentes de esta zona, la unidad social básica es matrilineal y las familias generalmente se componen de una hembra, sus hijos de ambos géneros y las crías de sus hijas.[62] Estas unidades sociales tienen en promedio 5,5 individuos y están constituidas por animales pertenecientes a entre una y cuatro generaciones. Los miembros mantienen vínculos muy fuertes, en grado tal, que los animales se separan del grupo solo por pocas horas.[62] Los grupos relacionados por línea materna pueden asociarse con otros que compartan un ancestro materno común reciente, formando asociaciones más grandes (llamadas en inglés pods) constituidas usualmente por uno a cuatro matrilinajes. Estos grupos, que en promedio cuentan con 18 individuos, son menos estables que un grupo familiar y pueden separarse entre sí por semanas o meses.[62] El siguiente nivel de asociación es el clan, el cual se compone de varios grupos (pods) con dialectos similares y un origen ancestral común por línea materna.[63] Se presume que los grupos con dialectos similares se relacionan más estrechamente entre sí. Sin embargo, las vocalizaciones conocidas como «llamados pulsados o modulados» son diferentes entre los clanes, lo cual indica que el ancestro común no es reciente. Los clanes comparten zonas de distribución y los grupos pueden cambiar con frecuencia de clan.[63] El nivel de asociación más alto que se conoce en las orcas residentes es la asociación de clanes denominada comunidad. Al noreste del Pacífico se conocen cuatro comunidades (sur, norte, oriente y occidente de Alaska), que se basan únicamente en los patrones de asociación, en lugar de tener relación matrilineal o similitud acústica. El territorio de las comunidades se superpone entre sí y los grupos que las componen pueden asociarse o no con los de otras comunidades.[63]

- Transeúntes: la organización social de las orcas transeúntes del noreste del Pacífico está menos estudiada, pero se sabe que conforman grupos familiares por línea matrilineal y se cree que están integrados, con mayor frecuencia, por una hembra adulta con uno o dos de sus hijos.[63] Los machos mantienen un lazo más fuerte con sus madres que las hembras, extendiéndose incluso hasta la edad adulta. A diferencia de las residentes, el abandono del grupo familiar matrilineal por parte de los hijos es frecuente. La presencia de machos solitarios también es usual. Estos individuos errantes solo se asocian temporalmente con grupos que contienen hembras potencialmente fértiles.[63] Los grupos familiares de las transeúntes son más pequeños que en las residentes y cuentan en promedio con solo 2,4 miembros.[63] Al igual que las residentes, pueden asociarse con otros grupos de la misma línea matrilineal para alimentarse o socializar. Sin embargo, los vínculos entre grupos son menos estrictos que en las residentes y pueden asociarse con familias descendientes de un ancestro diferente. De modo similar a los clanes de las residentes, los miembros de una comunidad de transeúntes comparten el mismo repertorio vocal.[63]

- Marítimas: la estructura familiar de las orcas marítimas no se ha estudiado. Solamente se sabe que integran grupos grandes de veinte a 75 animales y que la pertenencia a estos grupos parece ser dinámica, con un intercambio significativo entre los integrantes de estos.[64]

### Reproducción

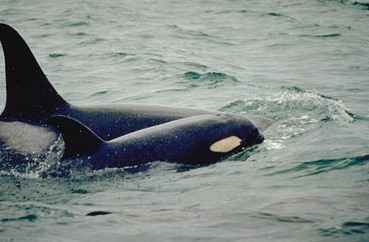
Orca hembra con una cría.

No se dispone de estudios de campo sobre todos los aspectos del comportamiento reproductivo de la especie y gran parte de la información disponible procede de animales en cautiverio. Se sabe que las hembras maduran sexualmente cuando alcanzan entre 4,6 y 4,9 m de longitud y una edad de 6 a 10 años. Los machos maduran cuando alcanzan una talla de entre 5,5 y 6,1 m de largo y entre los 10 y 13 años. El mayor crecimiento de la aleta dorsal en los machos comparado con las hembras, probablemente constituye un carácter sexual secundario, pues la tasa más elevada de crecimiento coincide con la llegada de la madurez sexual.
La observación de hembras en cautiverio indica que tienen periodos de múltiples ciclos de celo intercalados con épocas de inactividad ovular. Estos periodos de celo en promedio constan de cuatro ciclos por vez, son variables e impredecibles y son diferentes en cada hembra. No existe pérdida perceptible de sangre menstrual durante estos ciclos.
También en cautiverio se ha documentado que los machos pueden cortejar a una hembra en celo por cinco a diez días. Se les ha visto copular con hembras preñadas y también con hembras que no se encuentran en celo. Los machos son polígamos y siempre se reproducen fuera de su grupo (pod) reduciendo el riesgo de endogamia. La diferencia en los dialectos muy probablemente les ayude a determinar el grado de relación familiar de una pareja potencial.
El periodo de gestación varía entre 15 y 18 meses. En cautiverio el promedio registrado es de diecisiete meses (517 ± 20 días) con un rango de 468-539 días. Dan a luz una cría por cada parto con un periodo entre cada nacimiento de 5,3 años en promedio, con un rango de 2 a 14 años en los animales del noreste del Pacífico y de 3 y 8,3 años en el Atlántico Norte y la Antártida respectivamente. En cautiverio se reproducen con intervalos de 2,7 a 4,8 años. Sin embargo, se documentó una hembra que tuvo una cría diecinueve meses después de la muerte de su anterior recién nacido.
Los partos ocurren en cualquier época del año, con mayor frecuencia durante el invierno. Las crías miden al nacer entre 2,2 y 2,7 m de longitud y pesan alrededor de 200 kg. La mortalidad es alta durante los primeros 6 meses de vida, con un porcentaje de muerte del 37 al 50 %. En su medio natural la lactancia dura aproximadamente 5 minutos y se realiza en la superficie o bajo el agua. A las crías en cautiverio se les ha observado alimentarse de 32 a 34 veces al día, con un tiempo total de 3,2 a 3,6 horas al día invertidas; la duración promedio de las sesiones de alimentación es de 6,8 a 7,2 minutos. El destete empieza al año de edad, completándose a los dos años. Las hembras que no han alcanzado la edad fértil y en ocasiones los machos, participan en el cuidado de las crías.
La erupción de los dientes en las crías se inicia a las once semanas de vida, momento en el cual empiezan a consumir alimentos sólidos que les suministran sus madres. En ejemplares jóvenes cautivos se registró un consumo de 6,6 kg de pescado y calamares a los 5 meses de edad y de 22 kg a los 15 meses.

### Comunicación
La comunicación vocal de las orcas está muy desarrollada y es un elemento esencial para permitir las complejas relaciones sociales que mantienen. Como todos los odontocetos, las orcas dependen de los sonidos emitidos para orientarse, alimentarse y comunicarse entre sí. Las vocalizaciones son producidas al forzar el paso del aire a través de las estructuras de la cavidad nasal y son enfocadas hacia adelante por medio del melón. La mayor parte de los llamados están compuestos de una mezcla de frecuencias altas y bajas. Los sonidos de baja frecuencia se propagan en todas direcciones, pero se dirigen principalmente hacia adelante y los lados, con una frecuencia fundamental de 250 a 1500 Hz y un armónico de 10 kHz. Por otro lado, los sonidos de alta frecuencia son dirigidos únicamente en la dirección frontal al animal y tienen una frecuencia fundamental de entre 5 y 12 kHz y un armónico superior a los 100 kHz. Los recién nacidos emiten llamados similares a los adultos, pero tienen un repertorio más limitado. En cuanto el animal crece se completa la gama de sonidos, los cuales son aprendidos, más probablemente, mediante imitación, en lugar de ser heredados genéticamente.
Esta especie produce tres categorías de sonidos: clics de ecolocalización, silbidos tonales y llamados modulados.
Los clics son pulsos breves de ultrasonido emitidos de a uno o en secuencias. Son usados principalmente para orientarse y localizar presas u otros objetos a su alrededor, pero los usan también con frecuencia durante las interacciones sociales dentro de las cuales pueden tener una función en la comunicación. Cada uno de los clic varía en su estructura con una duración que oscila entre 0,1 y 25 milisegundos y un intervalo de frecuencia entre 4 y 18 kHz, con un rango máximo de entre 50 y 85 kHz. Las secuencias de clics duran usualmente de 2 a 8 segundos, emiten de dos a cincuenta clics por segundo, pero pueden durar más de diez segundos y producir hasta trescientos clics por segundo. Probablemente usen las secuencias lentas para movilizarse y orientarse con respecto a objetos lejanos como ballenas y accidentes del suelo oceánico, mientras que los clics rápidos parecen usarse para investigar objetos en un rango de diez metros.
Los silbidos son las vocalizaciones emitidas con mayor frecuencia durante las interacciones sociales. Son infrecuentes mientras se alimentan o durante los desplazamientos. Los silbidos son sonidos tonales de frecuencia fundamental complementados con algunos armónicos. Estos silbidos tienen una frecuencia promedio de 8,3 kHz (rango 3-18,5), un ancho de banda de 4,5 kHz (rango 0,5-10,2) y un promedio de 5 modulaciones de frecuencia por silbido (rango 0-71). La duración promedio de estos sonidos es de 1,8 segundos.
Los llamados modulados son las vocalizaciones emitidas con más frecuencia por esta especie; para el oído humano se asemejan a chirridos, chillidos y graznidos. La mayoría de estos llamados son muy estereotipados y de estructura distintiva y se caracterizan por cambios rápidos en el tono y la tasa de repeticiones, alcanzando algunos de ellos hasta 4 000 o más pulsos por segundo. Su duración normalmente no excede los dos segundos y su frecuencia a menudo oscila entre uno y seis kilohercios, pero puede alcanzar más de 30 kHz. Se distinguen tres categorías de llamados modulados: discretos, variables y aberrantes. Se han realizado numerosos estudios sobre los llamados discretos y son especialmente llamativos debido a que son repetitivos y poseen características estructurales propias en cada grupo de orcas. Es el tipo de vocalización utilizada durante la alimentación y los desplazamientos y se usa para mantener contacto con otros miembros del grupo, especialmente aquellos fuera del rango visual. Los llamados variables y aberrantes son emitidos con más frecuencia durante los encuentros e interacciones sociales.
Los grupos de orcas residentes y del noreste del Pacífico tienden a ser mucho más vocales que los grupos de transeúntes de las mismas aguas. Estas orcas se alimentan principalmente de salmones, los cuales son incapaces de escuchar a las orcas, aun a corta distancia. Las transeúntes, en cambio, son más silenciosas, probablemente para evitar alertar a los mamíferos que cazan, los cuales se caracterizan por poseer una excelente audición bajo el agua. Estas a menudo utilizan un simple clic, en lugar de la serie larga observada en otras poblaciones.

#### Dialectos
El repertorio vocal de los diferentes grupos de orcas estudiadas está compuesto de un número específico y repetitivo de llamados discretos, a los cuales se les denomina dialectos. Los dialectos son complejos y estables durante el tiempo y son únicos para cada grupo en particular. Cada individuo probablemente lo aprenda por medio del contacto con su madre y otros miembros del grupo. Posiblemente, los dialectos constituyan una forma de mantener la cohesión e identidad dentro del grupo y se cree que la similitudes entre ellos reflejan el grado de afinidad entre las manadas. Los investigadores han sido incapaces de determinar si estos llamados tienen un significado específico o si se encuentran asociados a ciertas actividades en particular.
Los dialectos de los grupos de orcas residentes del norte del Pacífico contienen de siete a diecisiete (promedio de doce) tipos distintos de llamados. Los dialectos de las transeúntes son muy diferentes, pues muestran solo de cuatro a seis llamados discretos, ninguno de los cuales es común con las residentes. Investigaciones preliminares señalan que las orcas marítimas poseen dialectos específicos diferentes a las residentes y transeúntes.

### Alimentación

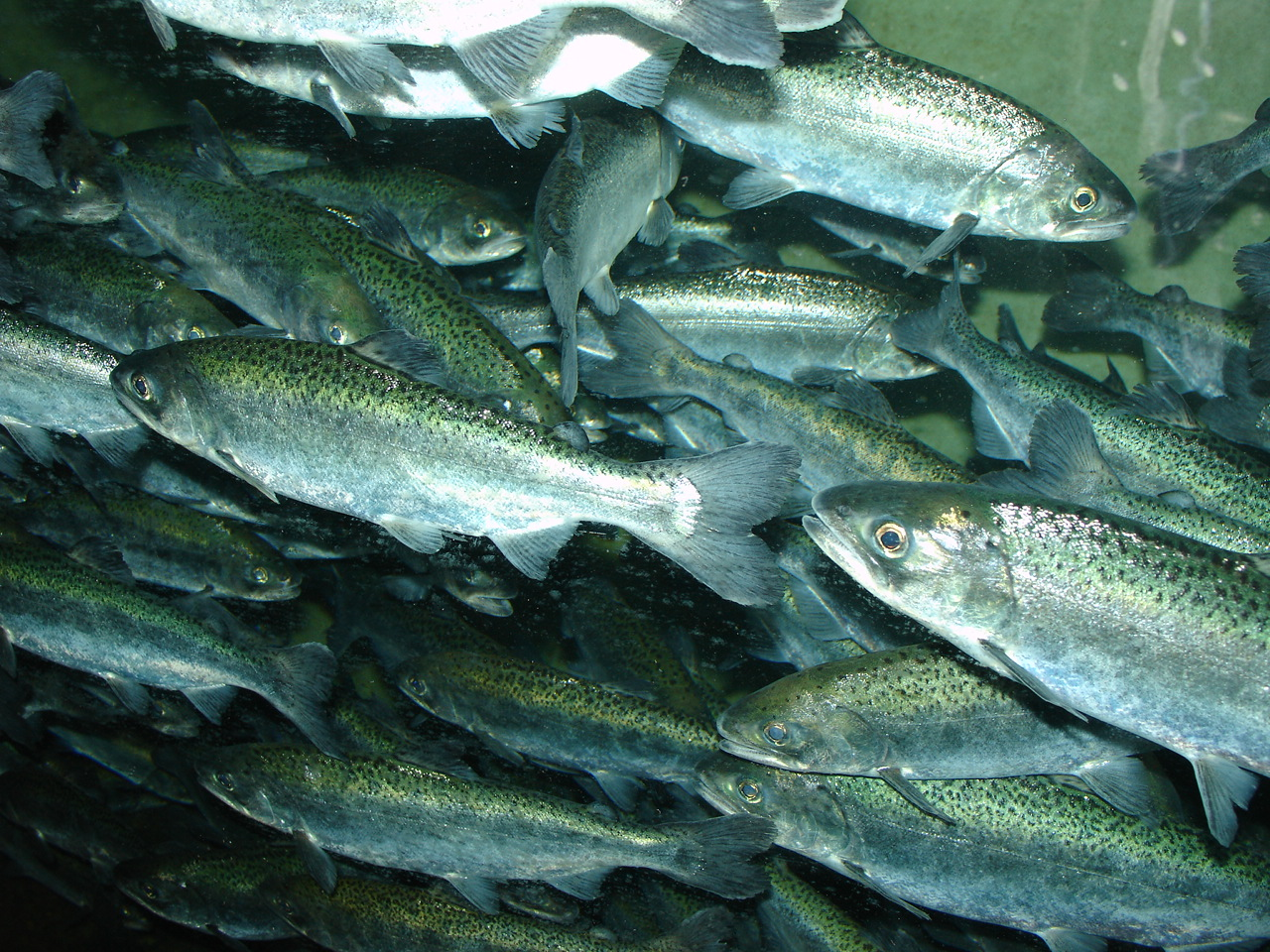
El salmón real (Oncorhynchus tshawytscha) presa predilecta de las orcas residentes del norte del Pacífico.

La orca es un superdepredador en todos los océanos del mundo. Consume gran diversidad de presas, principalmente peces y mamíferos marinos. Los diferentes tipos y poblaciones poseen una dieta especializada a lo largo del año. Por ejemplo, algunos grupos de Noruega y Groenlandia se alimentan casi exclusivamente de arenques (Clupea); mientras otras poblaciones de orcas en la misma zona se alimentan solamente de focas y la población de orcas residentes al norte del Pacífico se alimenta en un 96 % de salmones, de los cuales el 65 % es salmón real (Oncorhynchus tshawytscha). Inicialmente, la información sobre el tipo de alimento ingerido provenía del estómago de animales varados o cazados, posteriormente la observación directa aportó datos adicionales sobre sus hábitos alimenticios.
Los individuos en cautiverio comen alrededor del 3,6 al 4 % de su peso corporal al día (unos 160 kg para un animal de 4 toneladas). El consumo se incrementa gradualmente desde el nacimiento hasta los veinte años de edad. Por ejemplo, en una hembra cautiva se registró el consumo de 22 kg de pescado diario al año de edad, 45 kg a los diez años y 56 kg a los dieciocho años. Debido a la actividad más alta de los animales en libertad, posiblemente requieran una mayor cantidad de alimento que los ejemplares cautivos. El requerimiento calórico diario estimado es de 85 000 kcal al día para los jóvenes más pequeños, 100 000 para los más grandes, 160 000 para las hembras y 200 000 para los machos adultos. En animales libres se reportó un requerimiento promedio de 62 kcal/kg/día.

#### Presas de sangre fría

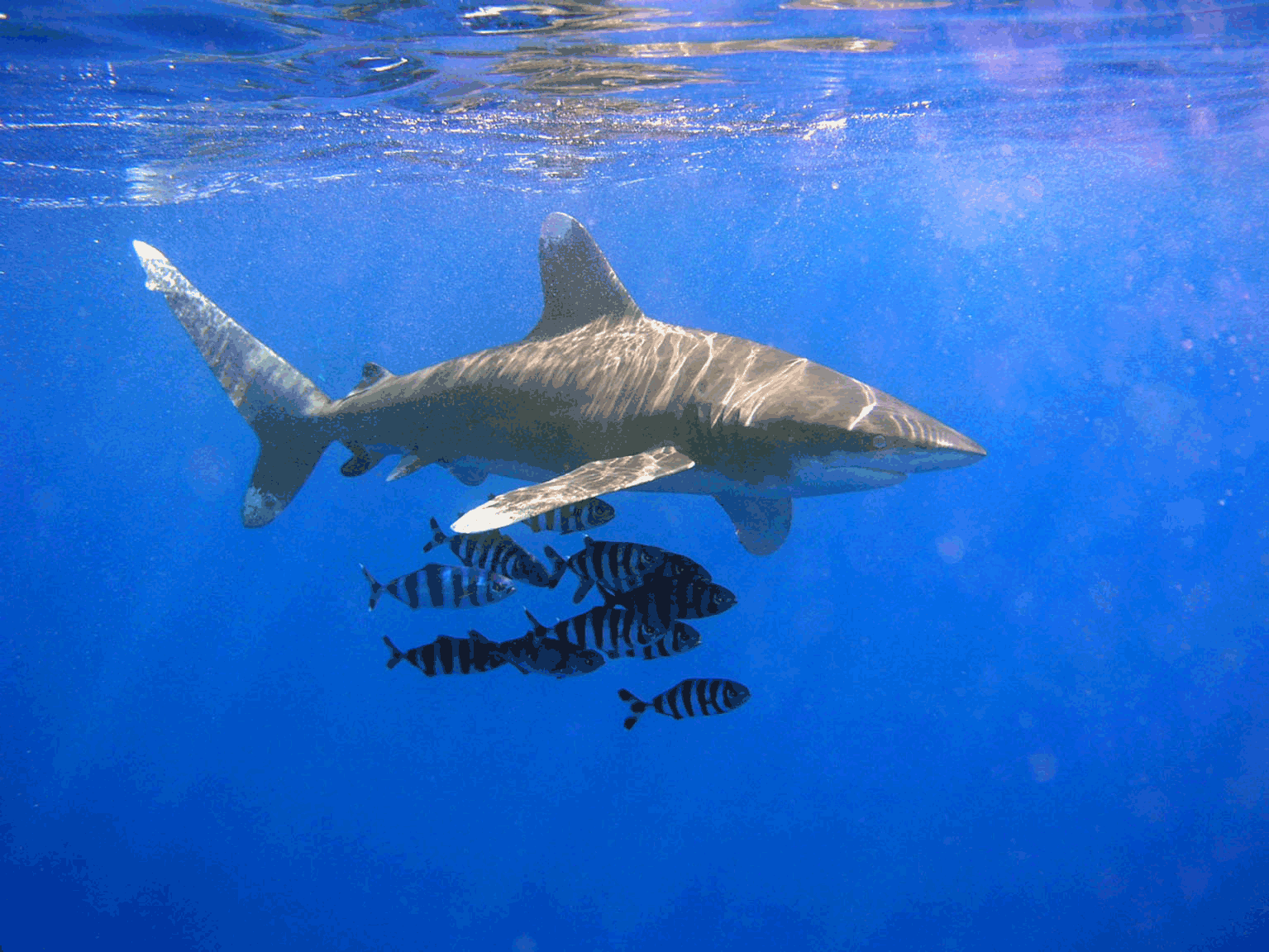
El tiburón de punta blanca es una presa de sangre fría de las más predilectas de las orcas marítimas.

Algunos de los tipos y poblaciones de orca muestran predilección por animales de sangre fría. Las poblaciones de residentes y marítimas del norte del Pacífico se alimentan de aproximadamente treinta especies de pez, entre los cuales se encuentran salmones reales (Oncorhynchus tshawytscha), arenques (Clupea), atunes (Thunnus), el tiburón peregrino (Cetorhinus maximus), el tiburón ballena (Rhincodon typus), el tiburón de punta blanca (Carcharhinus longimanus), el tiburón martillo (Sphyrna mokarran), el tiburón blanco (Carcharodon carcharias) y numerosas especies de rayas, entre ellas la manta raya (Manta birostris). También se les ha visto cazando otras especies de tiburón como el mako (Isurus), el azotador (Alopias vulpinus) y el martillo (Sphyrnidae). Aparte de peces se sabe que consumen calamares y tortugas marinas; en algunas zonas de Alaska los calamares representan el 20 % de su dieta.Se pudo registrar a una orca solitaria dando caza en modo casi de varamiento a un tiburón (presumiblemente Cazón Vitamínico o Tiburón Azul) a escasos metros del inicio del a línea costera. El objetivo de las orcas es el hígados de los tiburones. Este órgano vital pude pesar hasta 90 kilos y contiene grandes cantidades de escualeno, un compuesto natural que provee abundante energía al ser ricos en lípidos y fuente de vitaminas C, B12, A, hierro, niacina, sodio y carbohidratos, entre otros nutrientes.
En el sur de Europa, concretamente en el Estrecho de Gibraltar, las orcas acuden exclusivamente sólo en los dos momentos del año en los que pueden dar caza al atún rojo del Atlántico, momentos en los que dicho pez emigra del océano al Mediterráneo y a su regreso desde el Mediterráneo al Atlántico. Teniendo en cuenta que el atún rojo es capaz de superar los 400-500 kg de peso y nadar a velocidades constantes de 70 km/h, alcanzando puntas esporádicas de más de 100 km/h, el atún sólo puede ser cazado por las orcas mediante sofisticadas técnicas de emboscada entre varios individuos o aprovechando las almadrabas que los pescadores locales instalan para su captura.
En otros lugares del mundo se sabe que algunos grupos del norte del Atlántico se alimentan de arenques (Clupea); se ha observado a las orcas tipo C y D en la Antártida comer bacalao antártico (Dissostichus mawsoni) y bacalao austral (Dissostichus eleginoides) respectivamente y en Nueva Zelanda, se alimentan con frecuencia de rayas.
La depredación sobre grandes tiburones se ha documentado en varios incidentes. Por ejemplo, en 1992 se registró el ataque exitoso por parte de dos orcas a un tiburón ballena de ocho metros de longitud, en aguas de Bahía de Los Ángeles, Baja California. En otros incidentes más recientes se filmó a una hembra matando a un tiburón blanco de entre tres y cuatro metros, cerca de Los Farallones en las costas de San Francisco y en Nueva Zelanda se observó a otra hembra cazando a un mako (Isurus oxyrinchus). Se sabe también que las orcas marítimas del norte del Pacífico se alimentan rutinariamente de una especie de tiburón, Somniosus pacificus, el cual puede alcanzar los siete metros de longitud.

#### Presas de sangre caliente

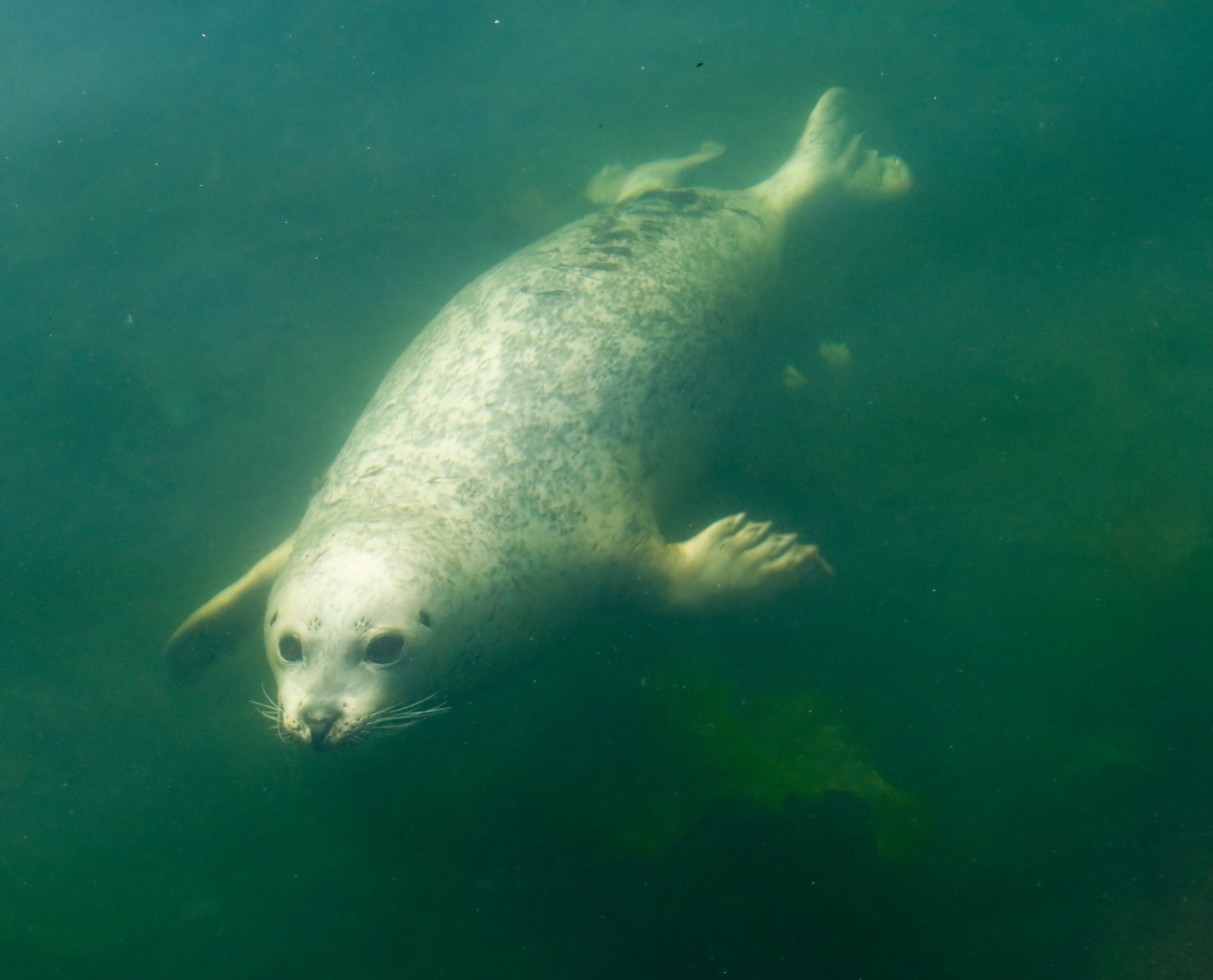
La foca común (Phoca vitulina) es el mamífero marino del cual se alimentan con más frecuencia las orcas transeúntes del norte del Pacífico.

También existen otros tipos y poblaciones de orca que prefieren animales de sangre caliente. La dieta de las orcas transeúntes del norte del Pacífico se basa casi exclusivamente en mamíferos marinos. Se han documentado ataques a 35 especies diferentes, de las cuales 24 son cetáceos. Normalmente prefieren depredar especies pequeñas, pero no es raro que ataquen a cetáceos grandes como el cachalote (Physeter macrocephalus), la ballena gris (Balaenoptera physalus) y la ballena azul (Balaenoptera musculus). Como ejemplo, en 1979, miembros de la National Geographic Society documentaron un ataque de un grupo integrado por más de noventa orcas a un ejemplar de ballena azul en aguas de California. Usualmente buscan a los ballenatos, las ballenas enfermas y a las más viejas. Sin embargo, en grupos de diez o más pueden cazar ejemplares adultos y sanos. Durante la caza de un ballenato el grupo persigue a la madre y su cría hasta cansarlos. A continuación las orcas separan al ballenato de la madre y para ello se interponen entre ambos; finalmente evitan que el ballenato emerja a la superficie y terminan por ahogarlo. Por lo general, solo consumen una pequeña fracción de los cadáveres; debido a la poca flotabilidad de estos, se hunden con relativa rapidez, por lo que alcanzan a alimentarse solamente de la lengua y los labios cuando las presas son grandes.
En estudios llevados a cabo en las poblaciones del Pacífico Norte, se evidenció que las especies atacadas con mayor frecuencia fueron focas comunes (Phoca vitulina), marsopas comunes (Phocoena phocoena), marsopas de Dall (Phocoenoides dalli), leones marinos (Otariinae), elefantes marinos del norte (Mirounga angustirostris) leones marinos de Steller (Eumetopias jubatus), leones marinos de California (Zalophus californianus), delfines del Pacífico de lados blancos (Lagenorhynchus obliquidens), belugas (Delphinapterus leucas), ballenas grises (Eschrichtius robustus), rorcuales aliblancos (Balaenoptera acutorostrata), ballenas jorobadas (Megaptera novaeangliae) y nutrias de Canadá (Lontra canadensis). El porcentaje de éxito más alto lo alcanzan con las focas y marsopas comunes; en las otras especies este porcentaje es menor al 50 %. En América del Norte, ocasionalmente capturan mamíferos terrestres como ciervos mulos (Odocoileus hemionus) y alces (Alces alces) mientras nadan de una isla a otra. Por lo general solo las orcas transeúntes se alimentan de mamíferos; no obstante, se sabe que algunas orcas residentes matan marsopas y focas sin una razón aparente.
En otros lugares del mundo también se ha documentado la depredación sobre mamíferos marinos. En las costas de Argentina y las islas Crozet, se alimentan de lobos marinos sudamericanos (Otaria flavescens) y de elefante marino del sur (Mirounga leonina). En la Antártida las orcas tipo A se alimentan de rorcuales australes (Balaenoptera bonaerensis), mientras las orcas tipo B principalmente lo hace de focas, pero también pueden cazar rorcuales australes y yubartas.
En muchas áreas también se alimentan de aves como pingüinos, cormoranes y gaviotas. Un ejemplar cautivo descubrió que al regurgitar pescado sobre la superficie del agua podía llamar la atención de las gaviotas, a las cuales atrapaba si se acercaban lo suficiente; otras cuatro orcas fueron capaces de aprender este comportamiento.

#### Técnicas de caza

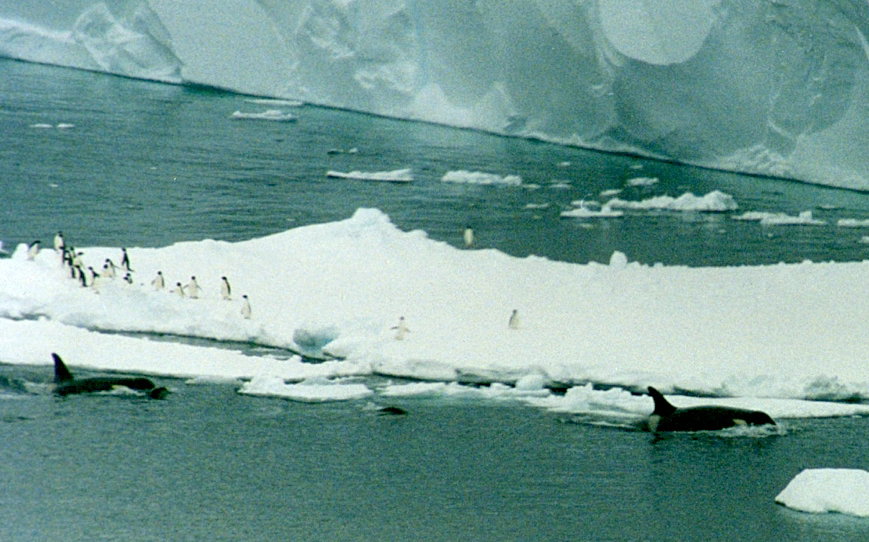
Orcas nadando en el mar de Ross, al fondo pingüinos de Adelia (Pygoscelis adeliae) en un iceberg.

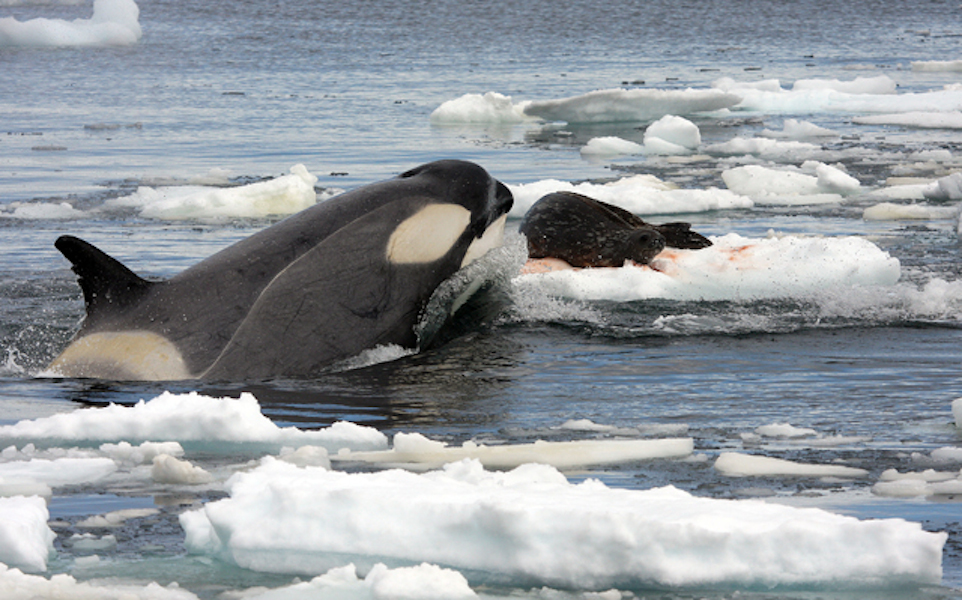
Una orca tipo B inspecciona a una foca de Weddell (Leptonychotes weddellii) en la península Antártica.

Las técnicas de caza de la especie varían según la región en la que habita, el animal cazado y el tipo de orca; pueden hacerlo en forma individual o en equipo.
Para matar cetáceos grandes lo hacen en ataques coordinados entre varios individuos, en los cuales la presa es embestida y mordida repetidamente en las aletas pectorales y caudales, flancos, dorso y cabeza, cayendo finalmente rendida por la pérdida de sangre.
En las islas Crozet, al sur del océano Índico, su presa principal son los pingüinos emperadores (Aptenodytes forsteri). Para cazarlos los persiguen desde aguas profundas atrapándolos justo en el momento que arriban a la costa, cuando la velocidad de los pingüinos disminuye drásticamente. Esta técnica es peligrosa para las orcas, debido a que si cometen un error en el rompiente pueden quedar varadas.
En los fiordos de la península escandinava su dieta se basa en arenques (Clupea). La principal técnica para atraparlos se basa en la cooperación. Lo hacen nadando en pequeños grupos alrededor de los bancos conduciéndolos a la superficie para acorralarlos e impedirles la escapatoria, posteriormente algunas nadan boca arriba para mostrarles sus vientres blancos, al mismo tiempo que emiten fuertes sonidos para amontonarlos; por último, propinan fuertes coletazos produciendo con ello sonidos de tal intensidad, que dejan a las presas indefensas.
El estrecho de Gibraltar es la ruta migratoria obligada de atunes y varias especies de cetáceo que se desplazan entre el océano Atlántico y el mar Mediterráneo. Aquí las orcas no son animales residentes, su estancia en el estrecho coincide con la migración del atún rojo (Thunnus thynnus). Usualmente, los cazan por medio de la persecución hasta que estos se rinden por el agotamiento. En esta región también aprendieron a robar los peces capturados por los pesqueros. Debido a que provienen de aguas profundas (más de doscientos metros), mientras son subidos a bordo las orcas tienen el tiempo suficiente para sustraer los peces de los elementos de pesca.

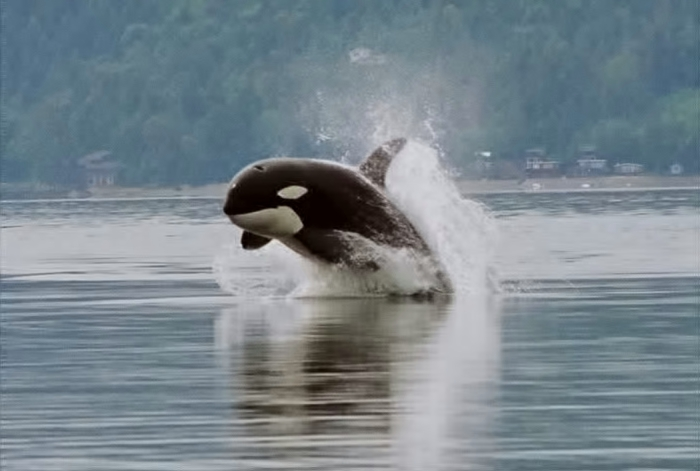
Orca persiguiendo a una marsopa de Dall.

En las costas de Argentina, utilizan el varamiento intencional para capturar lobos y elefantes marinos cuando se encuentran cerca a la orilla del mar. Las orcas identifican a su presa visualmente y por medio de los sonidos emitidos por esta. Esta caza tan particular es muy arriesgada, ya que es muy alta la posibilidad de que durante el intento de atrapar a su presa la orca quede varada en la playa. Otra particularidad de esta forma de alimentarse es la baja tasa de éxito, siendo este un punto crucial debido al alto gasto calórico que realiza el animal.
En Alaska, las orcas transeúntes de la región capturan, entre otras especies, a la marsopa de Dall (Phocoenoides dalli), con una técnica basada en la persecución prolongada. Dado que ambos son los mamíferos más veloces del océano y tienen casi la misma velocidad máxima, la orca aprovecha su mayor resistencia y la persigue por un largo trecho hasta el agotamiento de la marsopa, momento en el cual se convierte en presa fácil. Sin embargo, la tasa de éxito es menor al 50%.
Otra técnica, documentada en la Antártida, consiste en arrojar al agua a las focas que descansan en pequeños icebergs o placas de hielo. Para ello, varias orcas nadan en formación cerrada hacia el objetivo, para provocar olas que inclinan el bloque de hielo y hacen resbalar a la presa.

### Natación e inmersión
La orca puede nadar con rapidez, pero no se sumerge muy profundo. Usualmente avanza a una velocidad de 5 a 10 km/h pero puede alcanzar velocidades máximas de 40 km/h. Según el Libro Guinness de los récords, la máxima velocidad registrada en un cetáceo fue de 55,5 km/h en una orca macho, cuya longitud estimada oscilaba entre 6,1 y 7,62 m, el 12 de octubre de 1958 en el océano Pacífico.
La profundidad máxima de inmersión registrada en un ejemplar entrenado fue de 260 m. Cuando se sumerge para alimentarse lo hacen en ciclos de tres a cinco inmersiones cortas de 10 a 35 s de duración, seguidos de una inmersión más larga que dura de 1 a 4 min. En total cada ciclo de inmersiones dura en promedio 5,77 min. El tiempo de inmersión más prolongado del que se tiene registro es de 17 min. Durante las inmersiones alcanzan una velocidad, durante el ascenso y descenso, de 22 km/h (6 m/s); pueden presentarse fugaces incrementos en la velocidad durante la persecución de las presas.

### Inteligencia

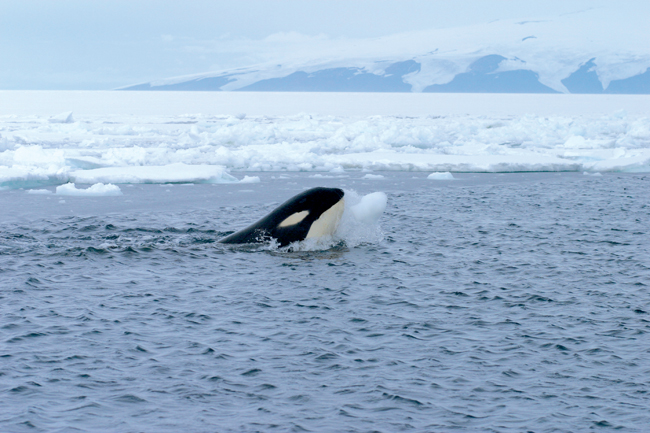
Una orca juega con una bola de hielo, poco después que un investigador se la lanzara.

La especie posee el segundo cerebro más grande entre los cetáceos después del cachalote, con un peso promedio de 5617 g. Es un animal que puede ser entrenado fácilmente en cautiverio y es descrito con frecuencia como inteligente. Sin embargo, la definición de inteligencia se dificulta en una especie cuyo medio ambiente, comportamiento y estrategias de supervivencia son diferentes al de los humanos.
Las orcas son capaces de imitar a otros individuos y parecen enseñar habilidades de forma intencional a sus parientes. Por ejemplo, son capaces de aprender a vararse deliberadamente en la playa para atrapar focas. En inmediaciones de las islas Crozet, a modo de entrenamiento, las madres empujan a sus crías hacia la playa esperándolas para llevarlas de vuelta si es necesario. En península Valdés, Argentina, los adultos algunas veces capturan y llevan focas lejos de la costa liberándolas cerca de los jóvenes, permitiéndoles con ello practicar la técnica de caza en animales ya debilitados. Se han registrado muy pocos ataques a humanos por parte de individuos en libertad, sin ninguna muerte; sin embargo, los ejemplares en cautiverio, probablemente debido al estrés que les causa la situación, se han cobrado algunas víctimas
Se tiene conocimiento de varias anécdotas en las cuales las orcas en libertad demuestran que son curiosas, capaces de divertirse y hábiles para resolver problemas. Por ejemplo, los individuos de Alaska y Gibraltar han aprendido a sacar partido de las operaciones pesqueras al sustraer peces de las líneas de pesca. En otra anécdota, se observó en la Antártida a una hembra jugar por varios minutos con un trozo de hielo arrojado por un investigador girando alrededor de él e impulsándolo fuera del agua. Asimismo, se ha descrito el uso de dialectos y la transmisión de comportamientos aprendidos a las siguientes generaciones, lo cual se ha considerado una forma de cultura.

## Distribución

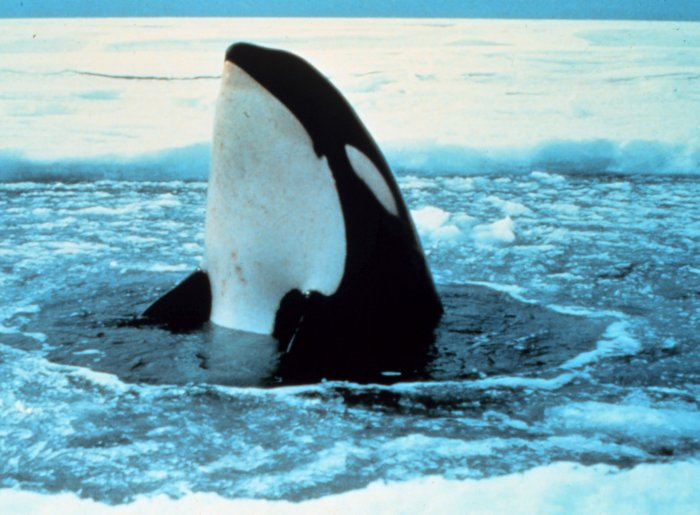
Una orca inspeccionando el entorno en un respiradero en la Antártida.

La especie se encuentra en todos los océanos y en la mayoría de los mares del mundo. Tiene la distribución más amplia entre los cetáceos; habita con mayor frecuencia las aguas costeras en un rango de ochocientos kilómetros y las aguas frías a latitudes altas en ambos hemisferios. En las regiones costeras ocupa principalmente bahías de baja profundidad, estuarios y desembocaduras de los ríos.
Al noreste del Pacífico se localiza al oriente del mar de Bering y se ha observado en latitudes tan altas como el mar de Beaufort y el mar de Chukotka hasta la isla de Wrangel; más al sur existen grupos en Alaska y la costa oeste de Canadá y Estados Unidos. Al noroeste del Pacífico, habita las costas rusas de los mares de Bering y Ojotsk, y las aguas marítimas de Japón. Tiene escasa presencia en el Pacífico Central, donde solamente se han reportado avistamientos de una pequeña cantidad de individuos en Hawái.
Al norte del Atlántico habita en aguas de Groenlandia, Islandia, los mares de Barents y Blanco. En este sector se distribuye hasta el norte del estrecho de Hudson, estrecho de Lancaster, la bahía de Baffin, Svalbard, Tierra de Francisco José y Nueva Zembla. También se la ha visto con frecuencia en las costas de Noruega, Reino Unido, Irlanda y esporádicamente en el mar Mediterráneo. Al oeste del Atlántico, frecuenta el mar de Labrador, las aguas marítimas de Nueva Escocia y la isla de Terranova en Canadá. También, con alguna frecuencia, se ha documentado su presencia en aguas del mar Caribe.
En el Hemisferio Sur se ha documentado su presencia en el extremo sur de Tierra del Fuego en América del Sur, las aguas de Sudáfrica, algunas zonas del océano Índico y el Pacífico sur en Australia, Nueva Zelanda e Islas Galápagos. En la Antártida, se ha observado a lo largo de las masas de hielo del mar de Ross, a 78° de latitud Sur, pero no se conocen detalles de su distribución, movimientos y abundancia, a pesar de los numerosos informes en el área.

### Migración

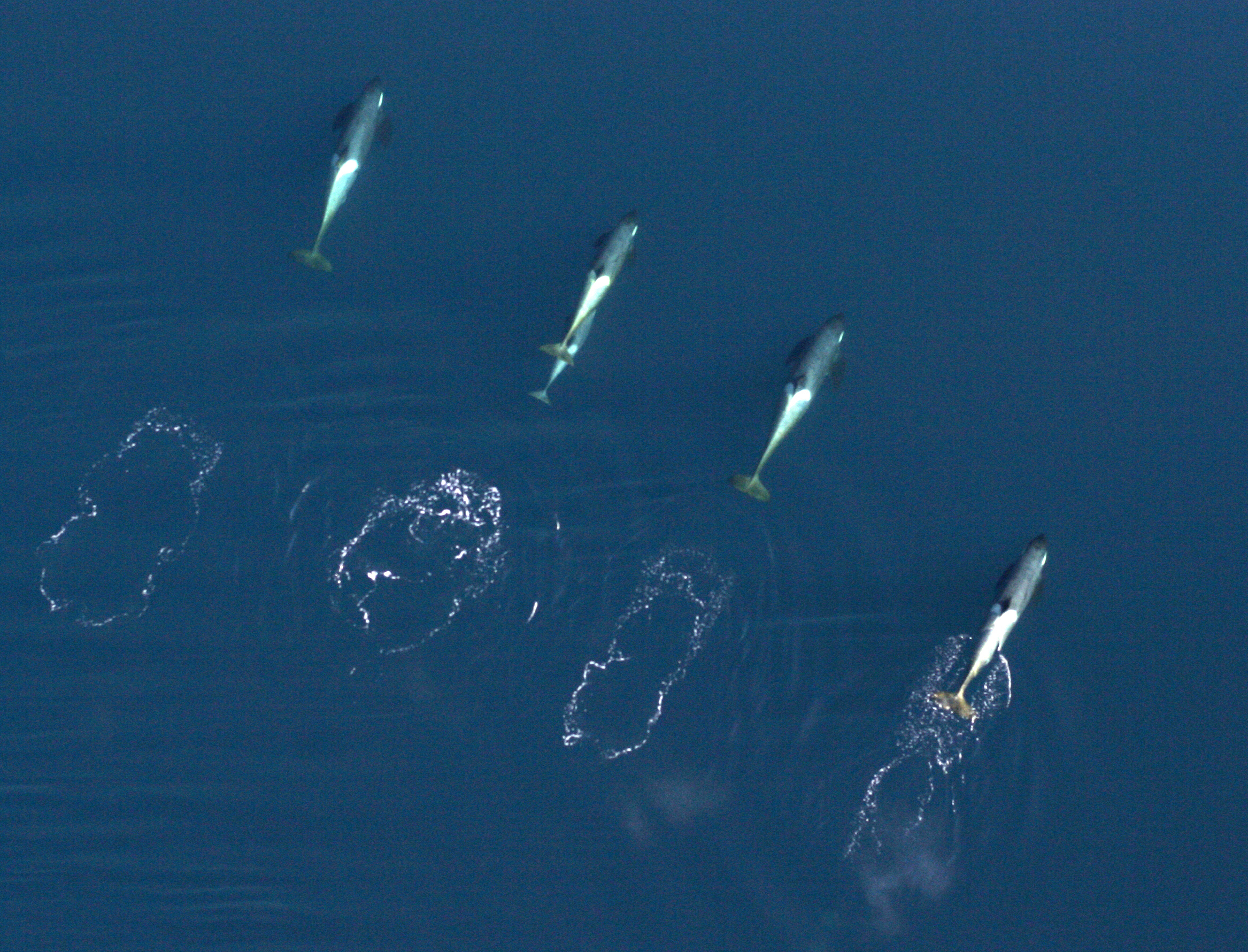
Grupo de cuatro orcas de la Antártida viajando.

Se ha registrado el movimiento de numerosos individuos y grupos entre el estrecho de Puget, en Columbia Británica y el sudeste de Alaska; desde este sitio hasta Prince William Sound y de allí hasta las islas Kodiak. En el ámbito internacional se ha documentado el tránsito de grupos desde Alaska (EE. UU.) y Columbia Británica (Canadá), hasta California (EE. UU.); de California hasta México y de México hasta Perú. En la mayoría de su área de distribución, los desplazamientos de los grupos se relacionan con los movimientos de sus presas; las orcas pueden cubrir entre 125 y 200 km por día mientras cazan.
En los mares de Beaufort, Chukchi y Bering, iniciado el invierno se trasladan al sur cuando avanzan las placas de hielo en un amplio rango de direcciones. Al occidente del Atlántico Norte durante la misma época se han registrado movimientos similares. Los grupos que frecuentan las aguas oceánicas de Noruega aparentemente proceden de Islandia, siguiendo la migración del arenque. Al menos quinientos individuos llegan anualmente y se desplazan en su mayoría de nuevo hacia el sur en enero cuando los arenques viajan para desovar.
Al norte de la Patagonia, la distribución estacional de los grupos coincide con la ubicación del lobo marino suramericano (Otaria flavescens) y el elefante marino del sur (Mirounga leonina). Estos movimientos estacionales también se han observado en el sector sur del noreste del Atlántico. En el hemisferio sur los grupos se ubican en aguas cálidas y migran a latitudes más altas durante el verano, esta migración parece relacionarse con el desplazamiento de sus presas, en particular los rorcuales aliblancos (Balaenoptera acutorostrata). Sin embargo, se han avistado individuos en el océano Antártico durante el mes de agosto, lo cual indica que algunos grupos residen en la zona durante todo el año.
Los grupos de orcas transeúntes parecen recorrer distancias más largas que las residentes, como en el caso probado de un pequeño grupo de tres individuos que cubrieron una distancia de 2600 km desde California hasta Alaska. Los grupos de California también se desplazan hacia el hemisferio sur; un macho fue identificado inicialmente en Baja California y observado años después en aguas del Perú a una distancia de 5500 km.
Las orcas pueden ascender por el cauce de los ríos, generalmente en busca de alimentos. Al noreste del Pacífico se les ha observado desplazándose por el río Columbia hasta 180 km. También se han visto en los ríos Fraser, Nehalem, Yaquina y Coos. Posiblemente, estos movimientos se deban a la persecución del salmón durante sus migraciones.

## Población
A partir de datos obtenidos de diferentes estimaciones, se ha calculado una población mundial de como mínimo 50 000 individuos. A nivel local existen estimaciones de 25 000 en la región antártica, 8500 en el Pacífico sur, 2250 a 2700 al noreste del Pacífico y de 500 a 1500 en Noruega. Según la UICN, es posible que la cifra real sea mucho mayor, debido a que no existen investigaciones ni censos en muchos lugares que podrían albergar grandes cantidades de orcas, como el océano Índico, el Pacífico Sur, el Atlántico Sur y muchas zonas de la Antártida.
En las últimas dos décadas se han realizado algunos estudios y conteos dentro del rango de distribución de la especie, como se muestra a continuación:
- Residentes:

En el Pacífico Norte Oriental se han realizado algunos conteos de las diferentes subpoblaciones. En 2007, el número de orcas transitorias del golfo de Alaska y las islas Aleutianas, arrojó una cifra de 991 y 1587 animales, respectivamente. En el corredor entre Washington, Columbia Británica y el sur de Alaska se catalogaron 161 ejemplares en 2007. Al sur el Pacífico Norte el grupo de residentes sumaba 86 animales en 2007, 79 en 2001 y 99 en 1995.
- Marítimas:

Estudios llevados a cabo en 2001 y 2005 estimaron que el número total de orcas transeúntes en un rango de 300 millas náuticas sobre las costas de los estados de California, Oregón y Washington (EE. UU.) era de 1014.
- Transeúntes:

En 2007, el número estimado de orcas transeúntes en el golfo de Alaska y las islas Aleutianas fue de 200 y 251 animales, respectivamente. En el corredor entre Washington, Columbia Británica y el sur de Alaska se registraron 219 individuos. En aguas oceánicas de California se catalogaron 105 ejemplares en 1997.
En 2002, un estudio en las islas de Hawái estimó una cantidad de 430 animales. En la costa atlántica de Estados Unidos, en el sector norte del golfo de México, el número estimado fue de cuarenta y nueve. Al norte del océano Atlántico, en 1999, se estimó entre 483 y 1507 animales en las aguas costeras de Noruega. Observaciones en el Atlántico Norte Oriental estimaron cerca de 3100 orcas en el área comprendida desde el mar de Noruega y el mar de Barents hasta las aguas costeras de Noruega y unos 6600 individuos en aguas de Islandia y las islas Feroe. En las costas del Japón, se estimaron 1200 individuos al norte del paralelo 35°N y 700 al sur del mismo. Alrededor de la Antártida, la estimación más reciente calculó 25 000 animales ubicados al sur del paralelo 60°S.
Según lo publicado en la Lista Roja de la UICN, se sugiere que las aguas del Pacífico Norte Occidental, incluyendo aguas japonesas, albergan miles de individuos. En el Pacífico ruso, los estudios preliminares han calculado que podría haber entre 700 y 800 orcas, no obstante, todavía no se ha elaborado un censo en la región.
Aparte de los sitios mencionados, se sabe que las orcas también se distribuyen en aguas tropicales; se han producido avistamientos ocasionales en Filipinas, Indonesia y en el río Horikawa en Japón.

## Nuevo hábitat
Su hábitat natural nuevo en las costas de Piura, también en la playa Los Órganos.

## Amenazas

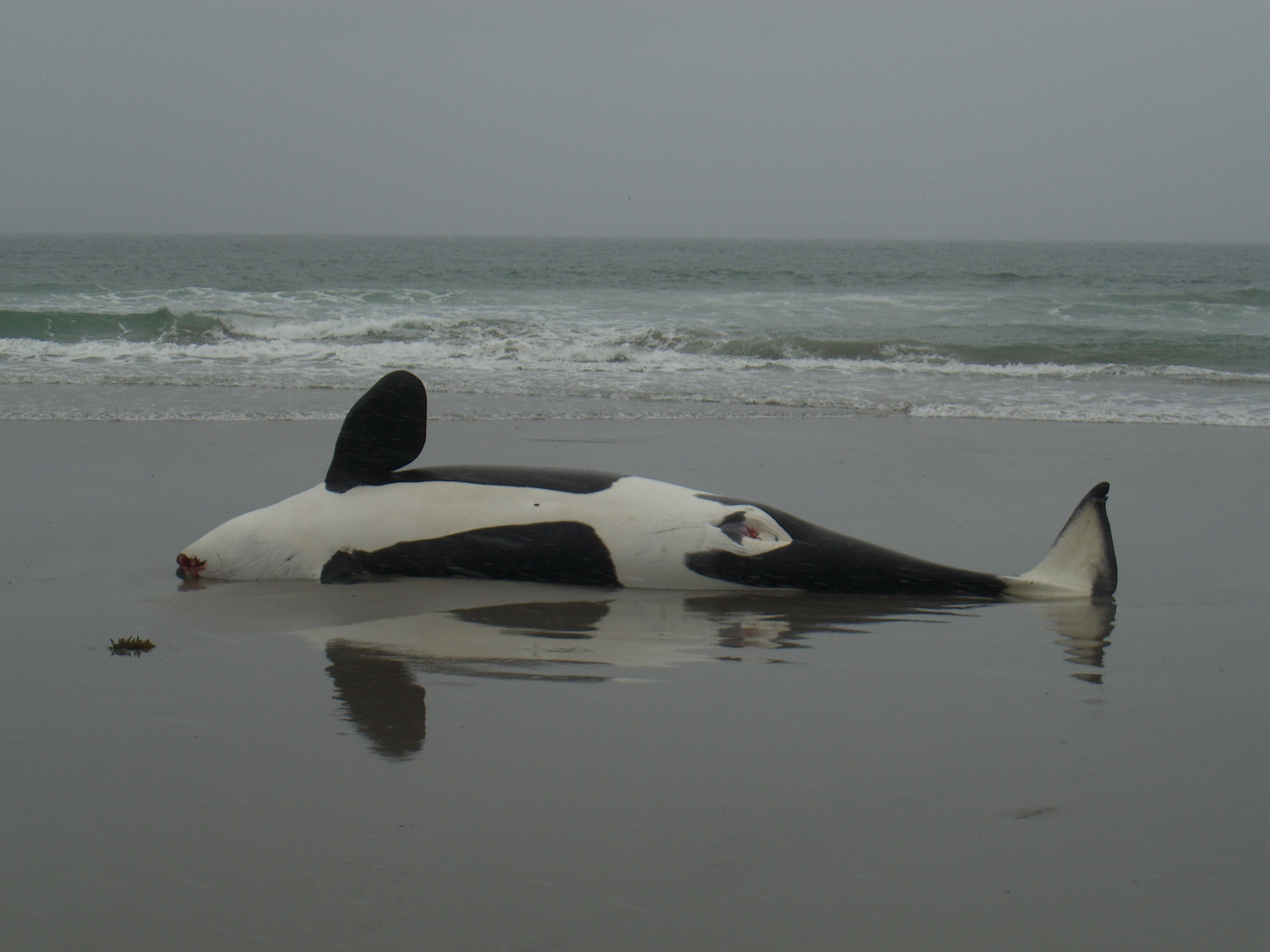
Orca varada en una playa, en la Península de Varanger.

Según la UICN las principales amenazas que enfrenta la especie son las muertes accidentales y deliberadas, las capturas con fines de exhibición, la presencia de contaminantes en su dieta, la molestia ocasionada por las actividades humanas, los derrames de petróleo crudo y la disminución de sus presas a causa de la sobrepesca y los cambios climáticos.

### Capturas accidentales y muertes deliberadas
Estos cetáceos pueden ser capturados accidentalmente durante las operaciones de pesca, pero se considera que esto es poco frecuente. En un estudio realizado entre 2003 y 2005 en Corea del Sur, mediante el cual se rastrearon marcadores moleculares en carne de ballena vendida en las tiendas, se encontró evidencia de carne de orca. Al sur de Brasil, donde sustraen atunes y peces espada (Xiphias gladius) pescados con palangre, la captura accidental se ha convertido en un problema.
Algunas poblaciones, como en Prince William Sound, Alaska, pueden haber sido reducidas sustancialmente debido a que los balleneros las disparaban en represalia. Para 2009, a pesar de haber disminuido casi en su totalidad, esta práctica continuaba en Alaska y en el estrecho de Gibraltar.

### Contaminación

El DDT es una substancia que contamina con frecuencia a los mamíferos marinos, entre ellos a la orca.

Al igual que la mayoría de los mamíferos marinos, las orcas son víctimas de la contaminación secundaria a las actividades humanas. Por ejemplo, en aguas del estado de Washington, se encontraron niveles altos de bifenilos policlorados (PBC) y DDT en el tejido adiposo de un macho adulto de tipo transeúnte con 250 y 640 ppm respectivamente y 38 ppm de PCB y 59 ppm de DDE en un macho residente. En el año 2000, se reportaron niveles inusualmente altos en tres grupos de orcas (dos residentes y uno de transeúntes) que frecuentaban las aguas costeras de Columbia Británica, Canadá; el grupo de transeúntes fue el más afectado. Los niveles de contaminantes sobrepasan en la mayoría de individuos las concentraciones que se ha establecido producen efectos adversos en las focas comunes; esto sugiere que los grupos de orcas transeúntes tienen un riesgo aumentado de sufrir efectos tóxicos en esta región. De hecho, los grupos residentes y transeúntes de las aguas al sur de la Columbia Británica se consideran entre los cetáceos más contaminados del mundo.
En otras partes del mundo los análisis han arrojado resultados similares. Las orcas del norte de Noruega se hallan entre los animales más contaminados del Ártico. El promedio de concentración de PBC y pesticidas (25 µg/g de grasa) y PBDE (0,5 µg/g) excede los niveles, de por sí ya muy altos, de los osos polares (Ursus maritimus). La concentración de estas sustancias en las orcas de Noruega es alrededor de veinte veces más alta que en las belugas de la misma región. Al este de la isla de Hokkaido, Japón, el DDT es el contaminante principal, con concentraciones en la grasa que oscilan entre 28 y 220 µg/g, seguido del PBC y otros pesticidas organoclorados.
Los derrames de petróleo crudo constituye otro riesgo para la especie. El desastre del Exxon Valdez en Alaska (1989), se relacionó fuertemente con la muerte de catorce orcas de un grupo que se observó nadando a través de una capa ligera de petróleo al inicio del desastre. Sin embargo, no fue posible comprobar si los decesos fueron causados directamente por el derrame. El petróleo también puede ocasionar una disminución de las presas, a causa de la alteración de la cadena trófica.

#### Contaminación acústica
Dado que las orcas usan los sonidos para ecolocalización, comunicación y audición pasiva, los ruidos generados por el hombre como el sonar, el secundario al tráfico marítimo, dispositivos de hostigamiento acústico y el generado durante construcciones navales, pueden a veces interferir con su sentido del oído. Un ejemplo son los grupos de orcas residentes del noreste de Estados Unidos, las cuales han sido víctimas de la polución acústica de su entorno.
En 2002, tras la elaboración de un modelo de propagación y recepción de sonidos, se dedujo que los botes que transitan a alta velocidad son escuchados por las orcas a 16 kilómetros de distancia, impidiéndoles escuchar los llamados en un radio de 14 kilómetros. También se estableció la aparición de cambios en el comportamiento al acercarse a doscientos metros y una disminución temporal de la audición, hasta de 5 dB, después de una exposición continua de 30 a 50 minutos. Para embarcaciones que circulan a baja velocidad, los rangos predichos fueron de un kilómetro para impedir la audición de los llamados, cincuenta metros para inducir un cambio de comportamiento y de una exposición prolongada al ruido a menos de veinte metros de distancia para ocasionar una disminución temporal de la audición. Al superponer los sonidos de varios botes circulando en los alrededores, se encontró que se acercaba al umbral mínimo requerido para ocasionar una pérdida auditiva permanente, tras una exposición más o menos prolongada.

### Patologías
Se ha documentado en esta especie la aparición de afecciones que comprometen diferentes sistemas, entre ellas, neoplasias, enfermedades infecciosas y vasculares. Se documentó en un individuo la enfermedad de Hodgkin, en el cual las lesiones eran similares a las presentadas en los humanos; lesiones cutáneas por papilomavirus y la infección por un gammaretrovirus involucrado en casos de inmunodeficiencia. Adicionalmente, se han documentado casos de infección por Brucella, Edwardsiella tarda, poxvirus, Morbillivirus y herpesvirus. Brucella y poxvirus pueden ser causas potenciales de mortalidad en crías y de abortos; los poxvirus también pueden ocasionar lesiones cutáneas.
En un individuo de edad avanzada se encontró arteriosclerosis severa de las arterias coronarias. En ejemplares libres se pueden presentar abscesos dentarios que comprometen la mandíbula, secundarios a la infección de la pulpa dental, la cual resulta expuesta debido al desgaste de los dientes. También se sabe que padecen el desorden genético conocido como síndrome de Chédiak–Higashi, hallado en un ejemplar joven de tipo transitorio y que puede causar albinismo, inmunodeficiencia y disminución de la esperanza de vida y podría explicar los ejemplares blancos observados esporádicamente.
Se dispone de poca información con respecto a los parásitos que afectan a la especie. De los parásitos internos conocidos cabe mencionar a los tremátodos Fasciola skrjabini, Leucasiella subtilla y Oschmarinella albamarina; los céstodos Trigonocotyle spasskyi y Phyllobothrium; los nemátodos Anisakis simplex y A. pacificus y los acantocéfalos Bolbosoma physeteris y B. nipponicum; la infección se adquiere por medio de la ingestión de presas infectadas. La infestación por parásitos externos ocurre con poca frecuencia, encontrándose más a menudo crustáceos de la familia Cyamidae (piojo de las ballenas) como Cyamus orcini, C. antarcticensis e Isocyamus delphinii. Probablemente se transmiten por medio del contacto físico durante las interacciones sociales y la relación madre-hijo.
En una revisión se recopilaron las causas de muerte de ejemplares cautivos: neumonía (25 %), micosis sistémica (22 %), otras infecciones bacterianas (15,6 %), abscesos del mediastino (9,4 %) y muertes sin diagnóstico (28 %).

## Relación con los humanos

### Caza histórica

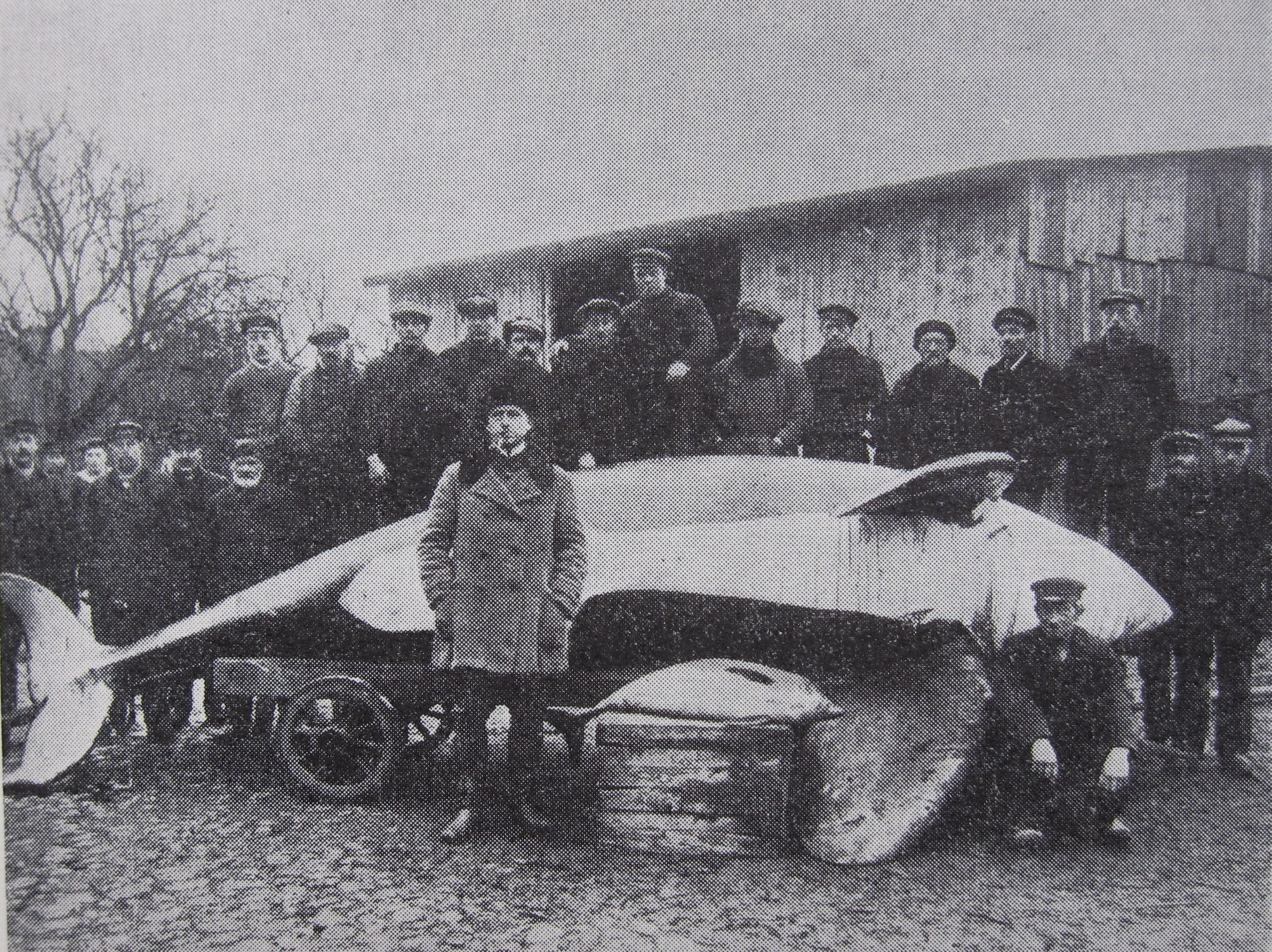
Una orca junto a una marsopa común capturadas por cazadores de marsopas daneses en 1919.

El primer registro de caza comercial de orcas proviene del siglo XVIII en Japón. Durante el siglo XIX e inicios del siglo XX, la industria ballenera fue responsable de la muerte de una inmensa cantidad de ballenas y cachalotes, pero las orcas por lo general fueron ignoradas, debido a la escasa cantidad de aceite que podía obtenerse de ellas (dos barriles, comparados con los 30 a 45 en un cachalote), su población más pequeña y la dificultad que representaba capturarlas. Pero en el momento que las poblaciones de los cetáceos más grandes disminuyó, se convirtió en blanco de los balleneros de principios del siglo XX. Entre las décadas de 1920 y 1940, la industria ballenera se hizo más sofisticada principalmente en Noruega, Unión Soviética y Japón permitiendo con ello la captura de cetáceos pequeños. A pesar de ello, en Noruega, la caza de orcas ha sido siempre un objetivo secundario para su industria ballenera y aunque ocasionalmente se ha destinado al consumo humano, el destino fundamental de la carne ha sido el consumo animal. En Japón, el aceite obtenido de la orca tiene una apreciación similar al del cachalote. La carne fresca se ha destinado al consumo humano, en tanto que las vísceras y la carne podrida se han utilizado como fertilizantes en agricultura y como cebos.

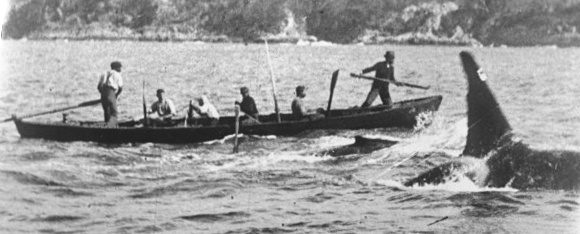
Imagen de un documental de 1912, donde la orca macho Old Tom nada al lado de un bote ballenero remolcado por una ballena arponeada.

Desde la década de 1940 hasta 1981, en cada uno de estos países se cazaron entre cuarenta y tres y cincuenta y seis animales al año. En el Atlántico Norte se capturaron 2435 ejemplares, en la Antártida 1681, en las costas del Japón 1534 y al este de la Unión Soviética 301. Según otra fuente, para el periodo comprendido entre 1954 y 1997, en el Japón se capturaron 1178 animales y en Noruega 987. Durante la temporada de caza 1979-1980 los soviéticos mataron en la Antártida una cifra excepcional de 916 animales. Esto provocó que la Comisión Ballenera Internacional estableciera una prohibición de la caza comercial de la especie hasta no realizar investigaciones adicionales. Consecuentemente, a principios de la década de 1980, Noruega y la Unión Soviética suspendieron las capturas y Japón lo hizo a principio de la década de 1990.
Existe evidencia de colaboración de las orcas con los humanos en la caza de ballenas en Australia. A finales del siglo XIX y principios del siglo XX balleneros y orcas colaboraban, alertando estas de la presencia de ballenas, lo que facilitaba su caza, siendo recompensadas las orcas con la lengua de las ballenas arponeadas. En el mismo sentido, un ejemplo bien conocido ocurrió a principios del siglo XX en Eden, Nueva Gales del Sur, cuando un macho orca llamado Old Tom lideró un grupo de orcas que ayudaba a los balleneros a matar las ballenas arponeadas. Sin embargo, con mayor frecuencia se les consideraba como una molestia, ya que a menudo se reunían para alimentarse de los animales capturados por los balleneros.

### Avistamiento

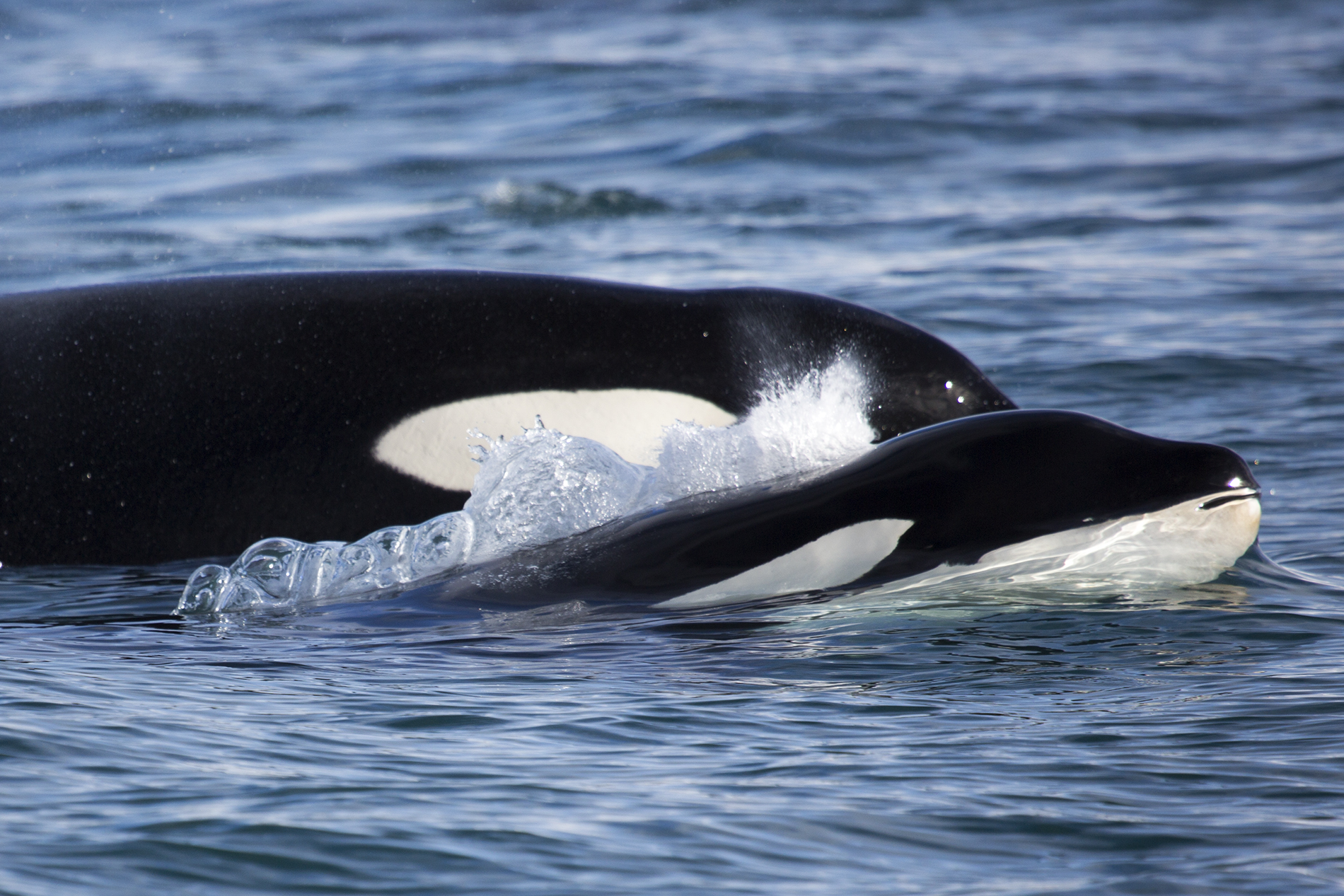
Orca con su cría, en una Actividad de avistamiento.

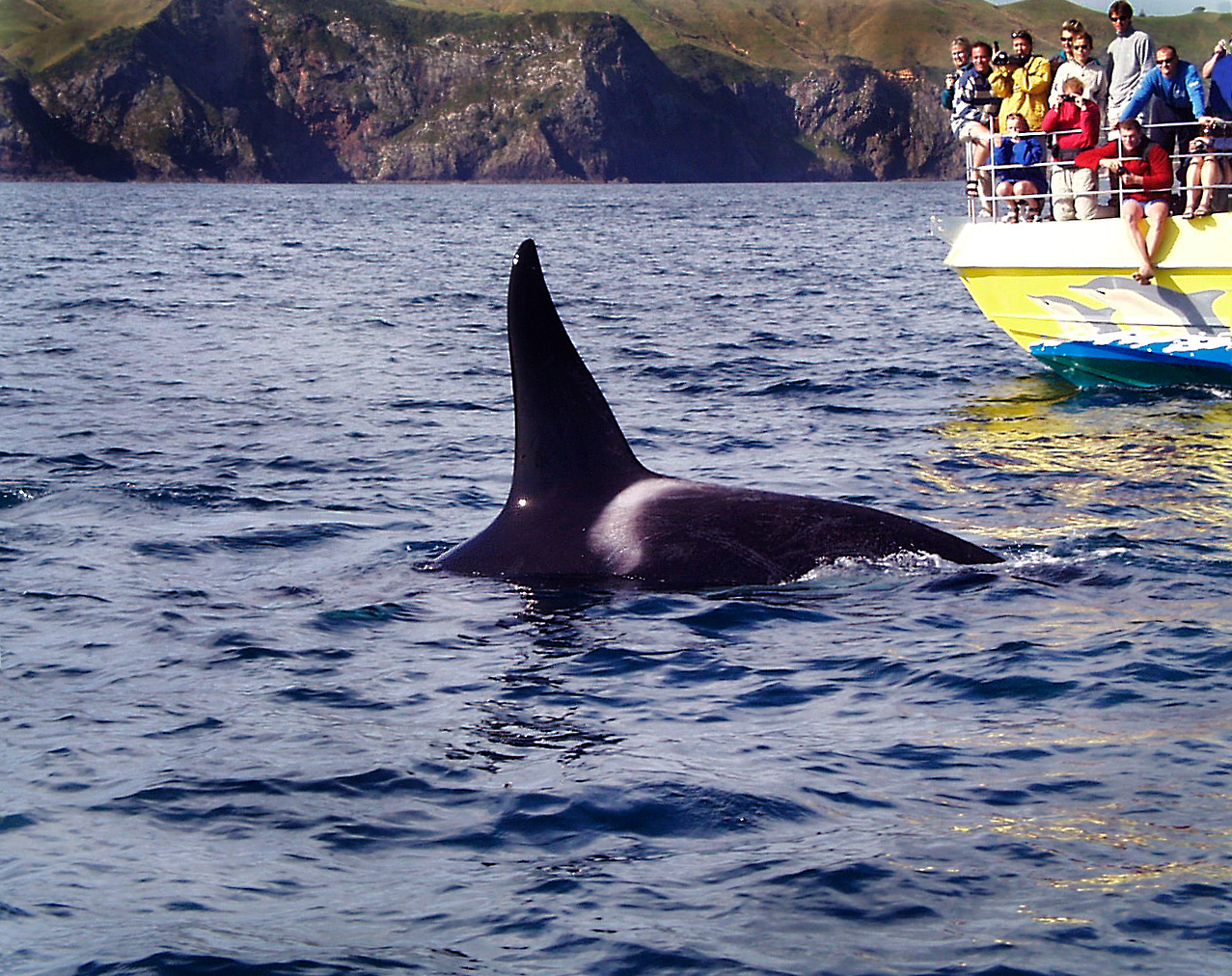
Actividad de avistamiento en Paihia, Nueva Zelanda.

El avistamiento de orcas desde la década de 1980 se ha convertido en un reclamo turístico importante en muchos lugares alrededor del mundo. Esta actividad, aparte de proveer un ingreso económico a los habitantes de las zonas costeras, proporciona un incentivo para la preservación de la población de la especie e incrementa el interés del público hacia la conservación de los mamíferos marinos y los temas ambientales. En las aguas del estado de Washington y Columbia Británica, son el objetivo principal del avistamiento comercial, superando a otros mamíferos marinos como la ballena gris, las marsopas y los pinnípedos. La actividad se centra principalmente en los grupos de orcas residentes de la zona, los cuales se localizan con mayor facilidad que las de tipo transeúntes y marítimas. En esta zona los avistamientos se centran principalmente en los alrededores de los estrechos de Haro y Johnstone. Sin embargo, debido a lo lucrativo de esta actividad, se produjo un incremento importante de la misma durante la década de 1990; esto trajo como resultado la exposición de los animales a niveles altos de ruido procedente de los numerosos botes utilizados y a la excesiva proximidad de los mismos. Se cree que la contaminación acústica es uno de los factores que ha intervenido en la caída de la población de orcas residentes que habita esta zona.

### Cautiverio

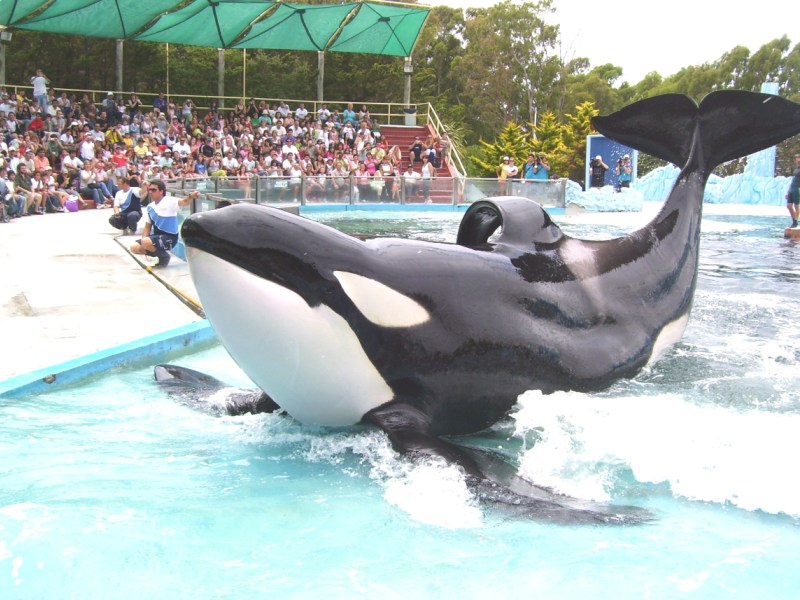
Kshamenk orca en cautiverio en Mundo Marino, Argentina, donde forma parte de un espectáculo. Véase la atrofia de la aleta dorsal, propia de los individuos cautivos.

Desde la década de 1960, las orcas se convirtieron en una de las atracciones principales de los parques acuáticos del mundo, debido a su tamaño, aspecto llamativo y su fácil entrenamiento. En 2010, existían cuarenta y dos orcas en exhibición en América, Europa y Japón.
La expectativa de vida de las orcas en cautiverio es baja, comparada con la de los individuos en libertad. El encierro les produce a estos animales continuos trastornos en su salud, de tipo patológico (enfermedades) y psicológico (depresiones), así como alteraciones en su anatomía. La más notable de estas modificaciones es la pérdida de rigidez en su aleta dorsal. Esto puede deberse a la atrofia muscular por la falta de ejercicio de los músculos dorsales que mantiene erguida esta aleta. Esto obedece al hecho que los animales viven confinados en estanques pequeños, donde pasan la mayor parte del tiempo en la superficie nadando en círculos, sin apenas sumergirse, dejando de someter la aleta a esfuerzos. La aleta caudal también sufre cambios, aunque menos evidentes, produciéndose un plegamiento del borde posterior hacia abajo.
Desde 1976, Islandia se involucró en la captura de individuos vivos para exportar. Entre los años 1976 y 1988, fueron puestos en cautiverio cincuenta y nueve animales de los cuales ocho se liberaron, tres murieron y cuarenta y ocho fueron vendidos a diferentes acuarios del mundo. En la misma época, también se capturaron diecinueve orcas en aguas japonesas y tres en Argentina. Las capturas disminuyeron sustancialmente en la década de 1990, y para 1999 cerca del 40 % de los animales en exhibición habían nacido en cautiverio.
Debido a que cada uno de los individuos juega un papel en la dinámica de los grupos sociales, las capturas posiblemente implican una ruptura de los lazos matrilineales en los grupos afectados.

### Ataques

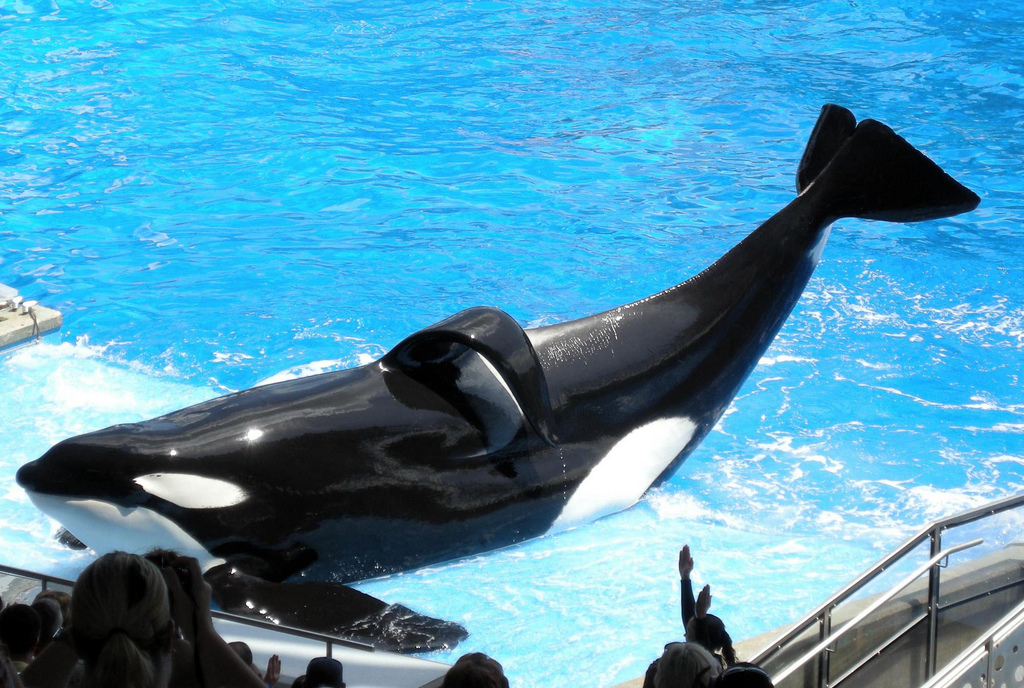
Tilikum durante una presentación en SeaWorld. Esta orca macho estuvo involucrada en la muerte de tres personas.

Se han registrado muy pocos ataques a humanos por parte de individuos en su medio natural, ninguno de los cuales ha resultado mortal. El primero que se conoce data de principios del siglo XX, cuando una orca trató de ladear un bloque de hielo a la deriva sobre el cual se encontraba un equipo de perros y fotógrafos de la Expedición Terra Nova. Se especula que los ladridos de los perros, similares a los llamados de las focas, captaron la atención del ejemplar. En la década de 1970, un surfista de California (EE. UU.) fue mordido y en 2005 un joven de Alaska que chapoteaba en un sector frecuentado por focas comunes fue golpeado por una orca que aparentemente lo confundió con una de sus presas habituales. Sin embargo, los ejemplares en cautiverio pueden actuar agresivamente contra sí mismos, contra los compañeros de estanque y contra los humanos; este comportamiento se atribuye al estrés generado por la situación. A diferencia de las orcas en libertad, los individuos en cautiverio han protagonizado cerca de dos docenas de ataques a humanos, algunos con resultados mortales.La última de estas muertes ocurrió en 2010, cuando un ejemplar macho llamado Tilikum le causó severos traumatismos y ahogó a una de sus entrenadoras en un estanque de SeaWorld, Orlando, Estados Unidos. Este animal ya había estado involucrado en dos desenlaces fatales, incluida la muerte de un entrenador al que atacó junto a dos hembras en 1991. Existen opiniones encontradas sobre si estos ataques fueron deliberados o se trató de accidentes. Varios de estos ataques que involucran ejemplares en cautiverio, son ampliamente expuestos en el documental Blackfish (2013), dirigido por Gabriela Cowperthwaite.

## Conservación

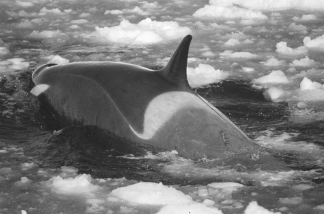
Orca tipo C que muestra un parche ocular inclinado y una capa, foto de R. Pitman, 20 de enero de 2002, 77°39'S, 165°54'E.

En 2008, la especie fue catalogada en la Lista Roja de la UICN como especie con datos insuficientes (del inglés Data Deficient DD), decisión justificada ante la posibilidad de que existan dos o más especies, lo cual obligaría a establecer el riesgo específico para cada una de ellas. Se hace la precisión de que mientras no se aclare la clasificación taxonómica se mantendrá clasificada como DD.
En 2005, el gobierno de los Estados Unidos catalogó la comunidad de orcas residentes del sur como amenazada, bajo la Ley Para la Protección de Especies Amenazadas. Esta comunidad está compuesta por tres grupos que habitan principalmente los estrechos de Georgia, Haro y Puget en el estado de Washington y Columbia Británica. No se reproducen fuera del grupo y su población se estimó inicialmente en doscientos animales, reduciéndose posteriormente a solo noventa.

### Protección legal
A nivel internacional la explotación comercial está regulada por la Convención sobre el Comercio Internacional de Especies Amenazadas de Fauna y Flora Silvestres (CITES). Fue incluida en el apéndice II en 1979, por lo cual requiere que todo embarque de productos o ejemplares de la especie deba contar con un permiso gubernamental del país de origen.
La orca y la mayor parte de los mamíferos marinos en la jurisdicción de los Estados Unidos se encuentran protegidos bajo la Ley Para la protección de Mamíferos Marinos (MMPA) desde 1972. Esta ley impuso una restricción a la captura e importación de estos animales o sus productos. La MMPA exceptúa la caza de subsistencia por parte de los nativos y las capturas accidentales durante las operaciones pesqueras. También es la entidad encargada de emitir permisos para investigación, exhibición y fotografía educativa y comercial.
En Canadá recibe protección desde 1994, junto a los demás cetáceos y pinnípedos. Sin embargo, estas regulaciones permiten la caza tras el trámite de una licencia ante el Ministerio de Pesca y Océanos.

## En la cultura

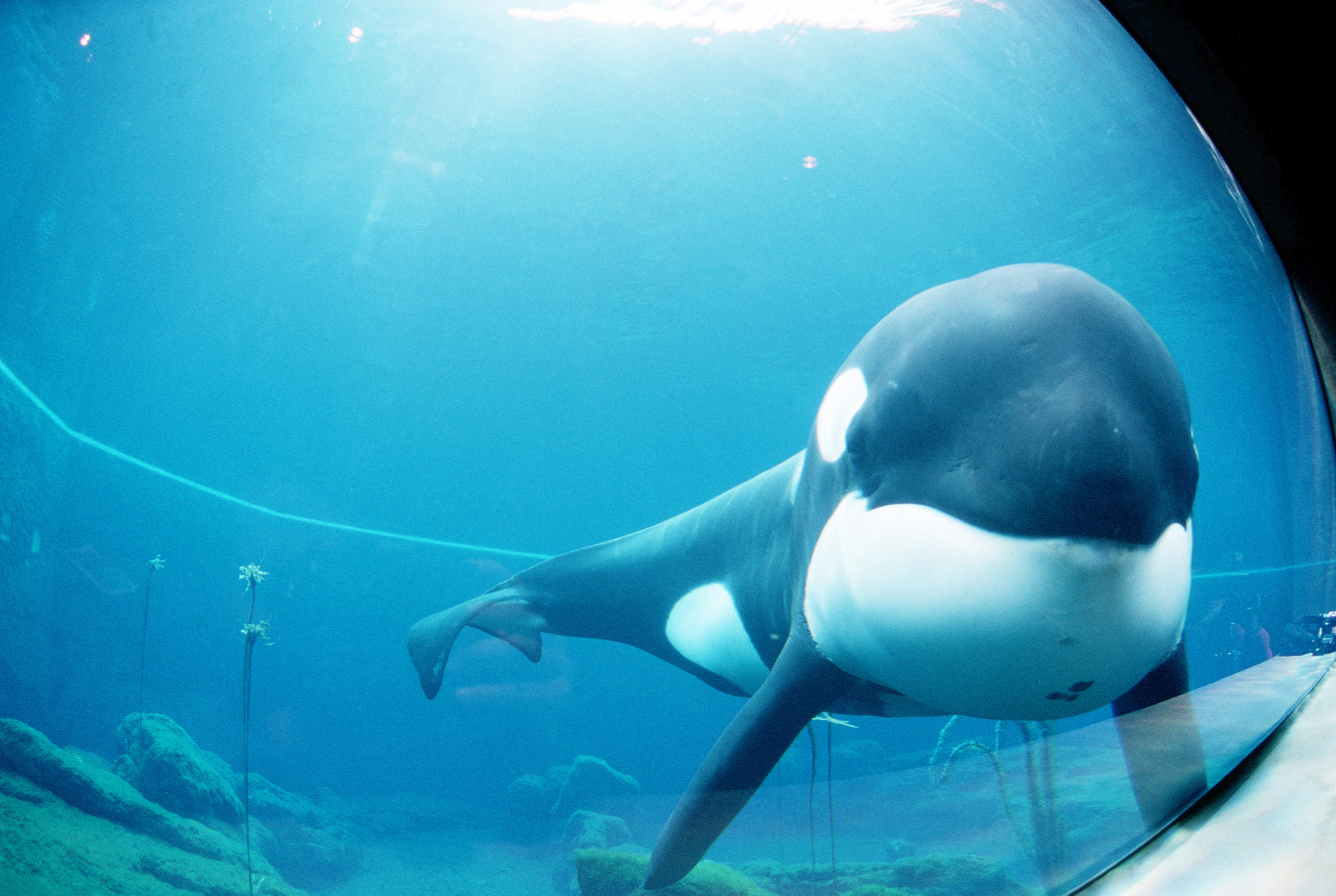
Keiko en 1998, poco antes de ser liberado en Islandia.

En la cultura occidental, históricamente se consideró a la orca una especie feroz y peligrosa. La primera descripción que se conoce la realizó Plinio el Viejo en el año 70 en el tomo IX de su Historia natural, quien la describió como un enemigo de las otras «ballenas» a las cuales «embestía como un buque de guerra».
Desde mediados de la década de 1960 y principios de la década de 1970, la percepción de esta especie empezó a cambiar en forma drástica para la comunidad científica y el público en general. Este proceso inició tras la captura y exhibición en cautiverio de un macho residente llamado Moby Doll que había sido arponeado en las costas de Columbia Británica en 1964. Aunque sobrevivió poco tiempo al cautiverio, para sorpresa de quienes lo vieron, el animal mostró gran docilidad y nunca intentó atacar a los humanos.
Entre 1964 y 1976, fueron capturados cincuenta ejemplares en el noreste del Pacífico para exhibición en acuarios. En 1970, se empezó a estudiar la especie y se descubrió la compleja estructura social, la capacidad de comunicación por medio de sonidos y los fuertes lazos entre madre e hijo; además, se inició la identificación de individuos por medio de fotografías, las cuales han servido para identificarlos durante décadas.

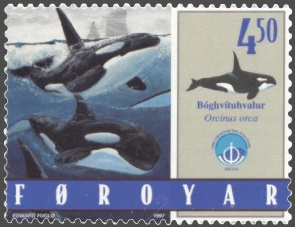
Sello postal de las Islas Feroe.

La emisión de la película Namu, the Killer Whale (1966), en la cual se proyectaba una imagen amistosa de la orca, contribuyó inicialmente a mejorar su reputación. Luego siguieron otros filmes como Orca (1977), que representaba un animal sediento de venganza por la muerte de su pareja y cría. En la década de 1990 se filmó la película Free Willy (1993) con sus secuelas Free Willy 2 (1995) y Free Willy 3 (1997); en ellas se narran las dificultades de un individuo en cautiverio que fue separado de su familia. Los protagonistas de estas películas, las orcas Namu y Keiko, en su momento se convirtieron en unas celebridades. Namu, el protagonista de Namu, The Killer Whale, fue atrapado por una red de pesca en las costas de Columbia Británica (Canadá) en 1965, vivió en cautiverio cerca de un año y murió a causa de una infección atribuida a la contaminación del agua de su estanque. Keiko, que protagonizó Free Willy, fue capturado en aguas de Islandia en 1979 a la edad de tres años y desde su captura permaneció en cautiverio en acuarios de Canadá y México, pero después de su participación en el filme se inició una campaña para propiciar su liberación. Sin embargo, al haber sido capturado a tan temprana edad era difícil restituirlo en su ambiente, debido a que jamás había aprendido a alimentarse por sus propios medios; adicionalmente, el animal padecía enfermedades como papilomatosis en sus aletas pectorales y, como todas las orcas cautivas, tenía la aleta dorsal atrofiada. Finalmente, en 1998, fue transportado en avión desde Estados Unidos a Islandia al área en la que fue capturado, donde fue puesto en libertad, pero Keiko nunca pudo dejar de depender de los humanos para sobrevivir y falleció en 2003 a los veintisiete años, una edad corta para una orca en libertad.
El Pokémon legendario Kyogre, está basado en una Orca de tamaño colosal.